# Affaire Grégory
L'affaire Grégory Villemin commence le 16 octobre 1984 en France, dans le département des Vosges. Cet enfant de quatre ans est enlevé au domicile familial à Lépanges-sur-Vologne puis retrouvé mort le soir même. Le ou les assassins ne sont pas identifiés. Les circonstances de l'assassinat et celles de son traitement judiciaire en font l'une des plus exceptionnelles affaires de l'histoire criminelle française.
Ce jour-là, en fin d'après-midi, Christine Villemin signale la disparition de Grégory, son fils de quatre ans, qui jouait devant la maison familiale. Vers 21 h 15, le corps sans vie de l'enfant est retrouvé dans la Vologne, une rivière des Vosges, à près de sept kilomètres de là.
La photographie du repêchage du corps de Grégory, les pieds, les mains et la tête liés par des cordelettes et un bonnet de laine rabattu sur le visage paraît dans la presse et marque d'emblée l'opinion publique. L'affaire attire rapidement de nombreux journalistes, français puis étrangers et, dès le surlendemain, fait la une de la presse nationale.
En raison du rôle que les médias ont joué à cette occasion, une grande partie d'entre eux se verront reprocher tant leur traitement « feuilletonnesque » de l'affaire que leur manque d'objectivité et leur intrusion inadmissible à la fois dans la vie privée des intéressés et dans l'enquête judiciaire. Cet emballement médiatique a gravement nui à la sérénité et à l'objectivité des investigations. Certains des protagonistes ont reconnu plus tard les difficultés qu'ils avaient rencontrées à l'époque pour rester cantonnés dans leur rôle propre (selon le cas, enquêteur ou journaliste).
Cette affaire a eu pour conséquence l'évolution des techniques de la police scientifique française (celles qui ont été mises en œuvre à l'époque apparaissant rétrospectivement comme rudimentaires), et a donné lieu à une réflexion sur la relation aux médias des personnes engagées dans une enquête de police ou de gendarmerie, qu'il s'agisse des enquêteurs eux-mêmes, des magistrats ou encore des avocats. Par ailleurs l'affaire a contribué à faire évoluer les procédures d'investigation, ainsi que les lois sur la présomption d'innocence et le secret de l'instruction.
Elle est considérée comme exceptionnelle dans l'histoire judiciaire française en raison de sa longévité, de son contexte, du profil de la victime, du caractère énigmatique du mobile et des circonstances du crime et des divers rebondissements qu'elle a connus, dont l'assassinat en 1985 de Bernard Laroche, l'un des suspects, par le père du petit Grégory, et le suicide en 2017 de Jean-Michel Lambert, le premier juge d'instruction, qui avait été très critiqué pour sa gestion du dossier.

## La famille Villemin

### Grégory Villemin
Grégory Gilbert Villemin est né le 24 août 1980 à Saint-Dié-des-Vosges. Il est le fils de Jean-Marie Villemin, né le 30 septembre 1958 à Aumontzey (Vosges), contremaître depuis février 1981 à l'usine spécialisée dans la fabrication de sièges d'automobiles Auto Coussin Industrie (ACI, Faurecia) de La Chapelle-devant-Bruyères, et de Christine Blaise, née le 13 juillet 1960 à Petitmont (Meurthe-et-Moselle), ancienne élève du lycée Jeanne d'Arc de Bruyères , à l'époque, couturière à la Manufacture de confection vosgienne (MCV), à Lépanges-sur-Vologne. Ils se sont rencontrés en 1976, puis mariés le 20 janvier 1979, et se sont installés dans un pavillon qu'ils ont fait construire à Lépanges, un an après la naissance de leur premier enfant, Grégory.
Le 16 octobre 1984 à 21 h 15, le corps sans vie de Grégory est retrouvé dans la Vologne, à Docelles, à sept kilomètres en aval de Lépanges. Il a les pieds, les mains et la tête liés par des cordelettes et son bonnet est rabattu sur son visage. L'affaire est aussitôt relayée par la presse régionale et nationale, la découverte du corps par les gendarmes faisant sur le champ l'objet de clichés photographiques diffusés dès les jours suivants.
Les obsèques de l'enfant se déroulent à Lépanges le 20 octobre 1984 et attirent une foule de près de sept cents personnes. Déjà persuadés que le ou les coupables se trouvent dans l'entourage familial, les enquêteurs cherchent à y déceler d'éventuels comportements suspects. La mise en terre dans le cimetière communal est ponctuée de débordements, notamment en raison de la présence intrusive de photographes et de journalistes qui sont la cible de jets de pierres. Christine Villemin, mère de la victime, très affectée, est victime d'un malaise et doit être évacuée du cimetière.
Après la mort de Grégory, le couple a trois autres enfants : Julien en 1985, Émelyne en 1990 et Simon en 1998.
En février 2004, le corps de Grégory est, selon la volonté de ses parents, exhumé du cimetière de Lépanges et crématisé à Épinal après une cérémonie strictement privée, le couple conservant la moitié des cendres.

### Les familles impliquées
Arbre généalogique simplifié des familles Villemin, Jacob et Laroche (avec leur âge au moment du crime),,,, :
|                                                   |                                                   |                                                   |                                                   | Gaston Irénée Villemin (1906-1942)                | Gaston Irénée Villemin (1906-1942)                | Gaston Irénée Villemin (1906-1942) | Gaston Irénée Villemin (1906-1942) | Gaston Irénée Villemin (1906-1942)   | Gaston Irénée Villemin (1906-1942)   |                                      |                                      | Jeanne-Marie Hollard (1907-1980)     | Jeanne-Marie Hollard (1907-1980)     | Jeanne-Marie Hollard (1907-1980) | Jeanne-Marie Hollard (1907-1980) | Jeanne-Marie Hollard (1907-1980)     | Jeanne-Marie Hollard (1907-1980)     |                                      |                                      |                                      |                                      |  |  |                                                      |                                                      |                                                      |                                                      | Léon-Antoine Jacob (1896-1972)                       | Léon-Antoine Jacob (1896-1972)                       | Léon-Antoine Jacob (1896-1972)       | Léon-Antoine Jacob (1896-1972)       | Léon-Antoine Jacob (1896-1972)                   | Léon-Antoine Jacob (1896-1972)                   |                                                  |                                                  | Adeline Marie Gaudel (1902-1975)                 | Adeline Marie Gaudel (1902-1975)                 | Adeline Marie Gaudel (1902-1975) | Adeline Marie Gaudel (1902-1975) | Adeline Marie Gaudel (1902-1975)     | Adeline Marie Gaudel (1902-1975)     |                                      |                                      |                                      |                                      |                                      |                                      |                                             |                                             |                                             |                                             |                                             |                                             |  |  |                                             |                                             |                                             |                                             |                                             |                                             |  |  |  |  |
|                                                   |                                                   |                                                   |                                                   | Gaston Irénée Villemin (1906-1942)                | Gaston Irénée Villemin (1906-1942)                | Gaston Irénée Villemin (1906-1942) | Gaston Irénée Villemin (1906-1942) | Gaston Irénée Villemin (1906-1942)   | Gaston Irénée Villemin (1906-1942)   |                                      |                                      | Jeanne-Marie Hollard (1907-1980)     | Jeanne-Marie Hollard (1907-1980)     | Jeanne-Marie Hollard (1907-1980) | Jeanne-Marie Hollard (1907-1980) | Jeanne-Marie Hollard (1907-1980)     | Jeanne-Marie Hollard (1907-1980)     |                                      |                                      |                                      |                                      |  |  |                                                      |                                                      |                                                      |                                                      | Léon-Antoine Jacob (1896-1972)                       | Léon-Antoine Jacob (1896-1972)                       | Léon-Antoine Jacob (1896-1972)       | Léon-Antoine Jacob (1896-1972)       | Léon-Antoine Jacob (1896-1972)                   | Léon-Antoine Jacob (1896-1972)                   |                                                  |                                                  | Adeline Marie Gaudel (1902-1975)                 | Adeline Marie Gaudel (1902-1975)                 | Adeline Marie Gaudel (1902-1975) | Adeline Marie Gaudel (1902-1975) | Adeline Marie Gaudel (1902-1975)     | Adeline Marie Gaudel (1902-1975)     |                                      |                                      |                                      |                                      |                                      |                                      |                                             |                                             |                                             |                                             |                                             |                                             |  |  |                                             |                                             |                                             |                                             |                                             |                                             |  |  |  |  |
|                                                   |                                                   |                                                   |                                                   |                                                   |                                                   |                                    |                                    |                                      |                                      |                                      |                                      |                                      |                                      |                                  |                                  |                                      |                                      |                                      |                                      |                                      |                                      |  |  |                                                      |                                                      |                                                      |                                                      |                                                      |                                                      |                                      |                                      |                                                  |                                                  |                                                  |                                                  |                                                  |                                                  |                                  |                                  |                                      |                                      |                                      |                                      |                                      |                                      |                                      |                                      |                                             |                                             |                                             |                                             |                                             |                                             |  |  |                                             |                                             |                                             |                                             |                                             |                                             |  |  |  |  |
|                                                   |                                                   |                                                   |                                                   |                                                   |                                                   |                                    |                                    |                                      |                                      |                                      |                                      |                                      |                                      |                                  |                                  |                                      |                                      |                                      |                                      |                                      |                                      |  |  |                                                      |                                                      |                                                      |                                                      |                                                      |                                                      |                                      |                                      |                                                  |                                                  |                                                  |                                                  |                                                  |                                                  |                                  |                                  |                                      |                                      |                                      |                                      |                                      |                                      |                                      |                                      |                                             |                                             |                                             |                                             |                                             |                                             |  |  |                                             |                                             |                                             |                                             |                                             |                                             |  |  |  |  |
|                                                   |                                                   |                                                   |                                                   |                                                   |                                                   |                                    |                                    |                                      |                                      |                                      |                                      |                                      |                                      |                                  |                                  |                                      |                                      |                                      |                                      |                                      |                                      |  |  |                                                      |                                                      |                                                      |                                                      |                                                      |                                                      |                                      |                                      |                                                  |                                                  |                                                  |                                                  |                                                  |                                                  |                                  |                                  |                                      |                                      |                                      |                                      |                                      |                                      |                                      |                                      |                                             |                                             |                                             |                                             |                                             |                                             |  |  |                                             |                                             |                                             |                                             |                                             |                                             |  |  |  |  |
| Étienne Villemin (1927-1931)                      | Étienne Villemin (1927-1931)                      | Étienne Villemin (1927-1931)                      | Étienne Villemin (1927-1931)                      | Étienne Villemin (1927-1931)                      | Étienne Villemin (1927-1931)                      |                                    |                                    | Albert Villemin (1930-2023) (54 ans) | Albert Villemin (1930-2023) (54 ans) | Albert Villemin (1930-2023) (54 ans) | Albert Villemin (1930-2023) (54 ans) | Albert Villemin (1930-2023) (54 ans) | Albert Villemin (1930-2023) (54 ans) |                                  |                                  | Monique Jacob (1931-2020) (48 ans)   | Monique Jacob (1931-2020) (48 ans)   | Monique Jacob (1931-2020) (48 ans)   | Monique Jacob (1931-2020) (48 ans)   | Monique Jacob (1931-2020) (48 ans)   | Monique Jacob (1931-2020) (48 ans)   |  |  | Louisette Jacob (1935-2007) (49 ans)                 | Louisette Jacob (1935-2007) (49 ans)                 | Louisette Jacob (1935-2007) (49 ans)                 | Louisette Jacob (1935-2007) (49 ans)                 | Louisette Jacob (1935-2007) (49 ans)                 | Louisette Jacob (1935-2007) (49 ans)                 |                                      |                                      | Thérèse Jacob (1930-1955)                        | Thérèse Jacob (1930-1955)                        | Thérèse Jacob (1930-1955)                        | Thérèse Jacob (1930-1955)                        | Thérèse Jacob (1930-1955)                        | Thérèse Jacob (1930-1955)                        |                                  |                                  | Marcel Laroche (1922-1982)           | Marcel Laroche (1922-1982)           | Marcel Laroche (1922-1982)           | Marcel Laroche (1922-1982)           | Marcel Laroche (1922-1982)           | Marcel Laroche (1922-1982)           |                                      |                                      | Marcel Jacob né en 1945 (39 ans)            | Marcel Jacob né en 1945 (39 ans)            | Marcel Jacob né en 1945 (39 ans)            | Marcel Jacob né en 1945 (39 ans)            | Marcel Jacob né en 1945 (39 ans)            | Marcel Jacob né en 1945 (39 ans)            |  |  | Jacqueline Thuriot née en 1944 (40 ans)     | Jacqueline Thuriot née en 1944 (40 ans)     | Jacqueline Thuriot née en 1944 (40 ans)     | Jacqueline Thuriot née en 1944 (40 ans)     | Jacqueline Thuriot née en 1944 (40 ans)     | Jacqueline Thuriot née en 1944 (40 ans)     |  |  |  |  |
| Étienne Villemin (1927-1931)                      | Étienne Villemin (1927-1931)                      | Étienne Villemin (1927-1931)                      | Étienne Villemin (1927-1931)                      | Étienne Villemin (1927-1931)                      | Étienne Villemin (1927-1931)                      |                                    |                                    | Albert Villemin (1930-2023) (54 ans) | Albert Villemin (1930-2023) (54 ans) | Albert Villemin (1930-2023) (54 ans) | Albert Villemin (1930-2023) (54 ans) | Albert Villemin (1930-2023) (54 ans) | Albert Villemin (1930-2023) (54 ans) |                                  |                                  | Monique Jacob (1931-2020) (48 ans)   | Monique Jacob (1931-2020) (48 ans)   | Monique Jacob (1931-2020) (48 ans)   | Monique Jacob (1931-2020) (48 ans)   | Monique Jacob (1931-2020) (48 ans)   | Monique Jacob (1931-2020) (48 ans)   |  |  | Louisette Jacob (1935-2007) (49 ans)                 | Louisette Jacob (1935-2007) (49 ans)                 | Louisette Jacob (1935-2007) (49 ans)                 | Louisette Jacob (1935-2007) (49 ans)                 | Louisette Jacob (1935-2007) (49 ans)                 | Louisette Jacob (1935-2007) (49 ans)                 |                                      |                                      | Thérèse Jacob (1930-1955)                        | Thérèse Jacob (1930-1955)                        | Thérèse Jacob (1930-1955)                        | Thérèse Jacob (1930-1955)                        | Thérèse Jacob (1930-1955)                        | Thérèse Jacob (1930-1955)                        |                                  |                                  | Marcel Laroche (1922-1982)           | Marcel Laroche (1922-1982)           | Marcel Laroche (1922-1982)           | Marcel Laroche (1922-1982)           | Marcel Laroche (1922-1982)           | Marcel Laroche (1922-1982)           |                                      |                                      | Marcel Jacob né en 1945 (39 ans)            | Marcel Jacob né en 1945 (39 ans)            | Marcel Jacob né en 1945 (39 ans)            | Marcel Jacob né en 1945 (39 ans)            | Marcel Jacob né en 1945 (39 ans)            | Marcel Jacob né en 1945 (39 ans)            |  |  | Jacqueline Thuriot née en 1944 (40 ans)     | Jacqueline Thuriot née en 1944 (40 ans)     | Jacqueline Thuriot née en 1944 (40 ans)     | Jacqueline Thuriot née en 1944 (40 ans)     | Jacqueline Thuriot née en 1944 (40 ans)     | Jacqueline Thuriot née en 1944 (40 ans)     |  |  |  |  |
|                                                   |                                                   |                                                   |                                                   |                                                   |                                                   |                                    |                                    |                                      |                                      |                                      |                                      |                                      |                                      |                                  |                                  |                                      |                                      |                                      |                                      |                                      |                                      |  |  |                                                      |                                                      |                                                      |                                                      |                                                      |                                                      |                                      |                                      |                                                  |                                                  |                                                  |                                                  |                                                  |                                                  |                                  |                                  |                                      |                                      |                                      |                                      |                                      |                                      |                                      |                                      |                                             |                                             |                                             |                                             |                                             |                                             |  |  |                                             |                                             |                                             |                                             |                                             |                                             |  |  |  |  |
|                                                   |                                                   |                                                   |                                                   |                                                   |                                                   |                                    |                                    |                                      |                                      |                                      |                                      |                                      |                                      |                                  |                                  |                                      |                                      |                                      |                                      |                                      |                                      |  |  |                                                      |                                                      |                                                      |                                                      |                                                      |                                                      |                                      |                                      |                                                  |                                                  |                                                  |                                                  |                                                  |                                                  |                                  |                                  |                                      |                                      |                                      |                                      |                                      |                                      |                                      |                                      |                                             |                                             |                                             |                                             |                                             |                                             |  |  |                                             |                                             |                                             |                                             |                                             |                                             |  |  |  |  |
|                                                   |                                                   |                                                   |                                                   |                                                   |                                                   |                                    |                                    |                                      |                                      |                                      |                                      |                                      |                                      |                                  |                                  |                                      |                                      |                                      |                                      |                                      |                                      |  |  |                                                      |                                                      |                                                      |                                                      |                                                      |                                                      |                                      |                                      |                                                  |                                                  |                                                  |                                                  |                                                  |                                                  |                                  |                                  |                                      |                                      |                                      |                                      |                                      |                                      |                                      |                                      |                                             |                                             |                                             |                                             |                                             |                                             |  |  |                                             |                                             |                                             |                                             |                                             |                                             |  |  |  |  |
|                                                   |                                                   |                                                   |                                                   |                                                   |                                                   |                                    |                                    |                                      |                                      |                                      |                                      |                                      |                                      |                                  |                                  |                                      |                                      |                                      |                                      |                                      |                                      |  |  |                                                      |                                                      |                                                      |                                                      |                                                      |                                                      |                                      |                                      |                                                  |                                                  |                                                  |                                                  |                                                  |                                                  |                                  |                                  |                                      |                                      |                                      |                                      |                                      |                                      |                                      |                                      |                                             |                                             |                                             |                                             |                                             |                                             |  |  |                                             |                                             |                                             |                                             |                                             |                                             |  |  |  |  |
| Jacques (dit Jacky) Villemin (1953-2011) (31 ans) | Jacques (dit Jacky) Villemin (1953-2011) (31 ans) | Jacques (dit Jacky) Villemin (1953-2011) (31 ans) | Jacques (dit Jacky) Villemin (1953-2011) (31 ans) | Jacques (dit Jacky) Villemin (1953-2011) (31 ans) | Jacques (dit Jacky) Villemin (1953-2011) (31 ans) |                                    |                                    | Michel Villemin (1955-2010) (29 ans) | Michel Villemin (1955-2010) (29 ans) | Michel Villemin (1955-2010) (29 ans) | Michel Villemin (1955-2010) (29 ans) | Michel Villemin (1955-2010) (29 ans) | Michel Villemin (1955-2010) (29 ans) |                                  |                                  | Ginette Leconte née en 1955 (29 ans) | Ginette Leconte née en 1955 (29 ans) | Ginette Leconte née en 1955 (29 ans) | Ginette Leconte née en 1955 (29 ans) | Ginette Leconte née en 1955 (29 ans) | Ginette Leconte née en 1955 (29 ans) |  |  | Jean-Marie Villemin né le 30 septembre 1958 (26 ans) | Jean-Marie Villemin né le 30 septembre 1958 (26 ans) | Jean-Marie Villemin né le 30 septembre 1958 (26 ans) | Jean-Marie Villemin né le 30 septembre 1958 (26 ans) | Jean-Marie Villemin né le 30 septembre 1958 (26 ans) | Jean-Marie Villemin né le 30 septembre 1958 (26 ans) |                                      |                                      | Christine Blaise née le 13 juillet 1960 (24 ans) | Christine Blaise née le 13 juillet 1960 (24 ans) | Christine Blaise née le 13 juillet 1960 (24 ans) | Christine Blaise née le 13 juillet 1960 (24 ans) | Christine Blaise née le 13 juillet 1960 (24 ans) | Christine Blaise née le 13 juillet 1960 (24 ans) |                                  |                                  | Bernard Laroche (1955-1985) (29 ans) | Bernard Laroche (1955-1985) (29 ans) | Bernard Laroche (1955-1985) (29 ans) | Bernard Laroche (1955-1985) (29 ans) | Bernard Laroche (1955-1985) (29 ans) | Bernard Laroche (1955-1985) (29 ans) |                                      |                                      | Marie-Ange Bolle née le 2 mai 1957 (27 ans) | Marie-Ange Bolle née le 2 mai 1957 (27 ans) | Marie-Ange Bolle née le 2 mai 1957 (27 ans) | Marie-Ange Bolle née le 2 mai 1957 (27 ans) | Marie-Ange Bolle née le 2 mai 1957 (27 ans) | Marie-Ange Bolle née le 2 mai 1957 (27 ans) |  |  | Murielle Bolle née le 15 juin 1969 (15 ans) | Murielle Bolle née le 15 juin 1969 (15 ans) | Murielle Bolle née le 15 juin 1969 (15 ans) | Murielle Bolle née le 15 juin 1969 (15 ans) | Murielle Bolle née le 15 juin 1969 (15 ans) | Murielle Bolle née le 15 juin 1969 (15 ans) |  |  |  |  |
| Jacques (dit Jacky) Villemin (1953-2011) (31 ans) | Jacques (dit Jacky) Villemin (1953-2011) (31 ans) | Jacques (dit Jacky) Villemin (1953-2011) (31 ans) | Jacques (dit Jacky) Villemin (1953-2011) (31 ans) | Jacques (dit Jacky) Villemin (1953-2011) (31 ans) | Jacques (dit Jacky) Villemin (1953-2011) (31 ans) |                                    |                                    | Michel Villemin (1955-2010) (29 ans) | Michel Villemin (1955-2010) (29 ans) | Michel Villemin (1955-2010) (29 ans) | Michel Villemin (1955-2010) (29 ans) | Michel Villemin (1955-2010) (29 ans) | Michel Villemin (1955-2010) (29 ans) |                                  |                                  | Ginette Leconte née en 1955 (29 ans) | Ginette Leconte née en 1955 (29 ans) | Ginette Leconte née en 1955 (29 ans) | Ginette Leconte née en 1955 (29 ans) | Ginette Leconte née en 1955 (29 ans) | Ginette Leconte née en 1955 (29 ans) |  |  | Jean-Marie Villemin né le 30 septembre 1958 (26 ans) | Jean-Marie Villemin né le 30 septembre 1958 (26 ans) | Jean-Marie Villemin né le 30 septembre 1958 (26 ans) | Jean-Marie Villemin né le 30 septembre 1958 (26 ans) | Jean-Marie Villemin né le 30 septembre 1958 (26 ans) | Jean-Marie Villemin né le 30 septembre 1958 (26 ans) |                                      |                                      | Christine Blaise née le 13 juillet 1960 (24 ans) | Christine Blaise née le 13 juillet 1960 (24 ans) | Christine Blaise née le 13 juillet 1960 (24 ans) | Christine Blaise née le 13 juillet 1960 (24 ans) | Christine Blaise née le 13 juillet 1960 (24 ans) | Christine Blaise née le 13 juillet 1960 (24 ans) |                                  |                                  | Bernard Laroche (1955-1985) (29 ans) | Bernard Laroche (1955-1985) (29 ans) | Bernard Laroche (1955-1985) (29 ans) | Bernard Laroche (1955-1985) (29 ans) | Bernard Laroche (1955-1985) (29 ans) | Bernard Laroche (1955-1985) (29 ans) |                                      |                                      | Marie-Ange Bolle née le 2 mai 1957 (27 ans) | Marie-Ange Bolle née le 2 mai 1957 (27 ans) | Marie-Ange Bolle née le 2 mai 1957 (27 ans) | Marie-Ange Bolle née le 2 mai 1957 (27 ans) | Marie-Ange Bolle née le 2 mai 1957 (27 ans) | Marie-Ange Bolle née le 2 mai 1957 (27 ans) |  |  | Murielle Bolle née le 15 juin 1969 (15 ans) | Murielle Bolle née le 15 juin 1969 (15 ans) | Murielle Bolle née le 15 juin 1969 (15 ans) | Murielle Bolle née le 15 juin 1969 (15 ans) | Murielle Bolle née le 15 juin 1969 (15 ans) | Murielle Bolle née le 15 juin 1969 (15 ans) |  |  |  |  |
|                                                   |                                                   |                                                   |                                                   |                                                   |                                                   |                                    |                                    |                                      |                                      |                                      |                                      |                                      |                                      |                                  |                                  |                                      |                                      |                                      |                                      |                                      |                                      |  |  |                                                      |                                                      |                                                      |                                                      |                                                      |                                                      |                                      |                                      |                                                  |                                                  |                                                  |                                                  |                                                  |                                                  |                                  |                                  |                                      |                                      |                                      |                                      |                                      |                                      |                                      |                                      |                                             |                                             |                                             |                                             |                                             |                                             |  |  |                                             |                                             |                                             |                                             |                                             |                                             |  |  |  |  |
|                                                   |                                                   |                                                   |                                                   |                                                   |                                                   |                                    |                                    |                                      |                                      |                                      |                                      |                                      |                                      |                                  |                                  |                                      |                                      |                                      |                                      |                                      |                                      |  |  |                                                      |                                                      |                                                      |                                                      | Grégory Villemin (1980-1984) (4 ans)                 | Grégory Villemin (1980-1984) (4 ans)                 | Grégory Villemin (1980-1984) (4 ans) | Grégory Villemin (1980-1984) (4 ans) | Grégory Villemin (1980-1984) (4 ans)             | Grégory Villemin (1980-1984) (4 ans)             |                                                  |                                                  |                                                  |                                                  |                                  |                                  |                                      |                                      |                                      |                                      | Sébastien Laroche né en 1980 (4 ans) | Sébastien Laroche né en 1980 (4 ans) | Sébastien Laroche né en 1980 (4 ans) | Sébastien Laroche né en 1980 (4 ans) | Sébastien Laroche né en 1980 (4 ans)        | Sébastien Laroche né en 1980 (4 ans)        |                                             |                                             |                                             |                                             |  |  |                                             |                                             |                                             |                                             |                                             |                                             |  |  |  |  |

Légende : les pointillés indiquent et relient en amont les personnes qui n'étaient plus vivantes au moment de la mort de Grégory.
- les protagonistes mis en examen dans cette affaire.
- les protagonistes entendus en audition libre comme témoins en 2017.
- la personne placée en garde à vue, puis remise en liberté en 2017.
- la victime.

## Incidents antérieurs à l'affaire Grégory

### Affaire Étienne Villemin
La première affaire judiciaire concernant la famille Villemin est la mort du grand-oncle de Grégory : Étienne Villemin, âgé de quatre ans, fils aîné de Gaston Villemin et Jeanne-Marie Hollard. Le 21 février 1931, Étienne meurt à l'hôpital de Bruyères des suites d'un coup porté par sa mère. Elle est condamnée à trois années de prison par la Cour d'appel de Nancy en mai 1931.

### Mort de Gaston Villemin
En 1942, Gaston Villemin, qui était prisonnier de guerre, est libéré et revient au village. Il apprend que son épouse Jeanne-Marie est partie avec un soldat allemand. Profondément affecté par cet abandon, qui fait suite à la mort du petit Étienne, il met fin à ses jours en se pendant,.

### Une famille avec un lourd passé
De fortes tensions d'origines diverses existent au sein de cette famille élargie, notamment entre d'une part Albert Villemin, Monique Jacob son épouse et Jean-Marie Villemin, l'un de leurs fils, et d'autre part Marcel Jacob, frère cadet de Monique, Jacqueline Thuriot son épouse, Bernard Laroche leur neveu ainsi que d'autres membres. Le journaliste François Caviglioli décrit un clan archaïque composé d'une matriarche, Monique Jacob, et « d'adultes infantiles. Des paysans pervertis, passés trop vite de la forêt au quart-monde industriel. Murés dans leur silence, durs à la tâche, violents et imprévisibles » aux « secrets enfouis dans la mémoire de la tribu, le souvenir de péchés originels effrayants qui ont un goût d'inceste et de mort. […] On ne parlait ni du vieux Gaston, le père d'Albert, qui avait fini par se pendre après avoir battu à mort son fils Étienne avec la complicité de sa femme, née Hollard. Ni de Léon Jacob, père de Monique, qui avait fait un enfant à sa fille Louisette ». Au contraire, en contradiction avec des descriptions imaginaires voire fantasmées, cette famille apparaît comme des plus ordinaires, typique d'un milieu ouvrier rural qui subsiste alors dans l'Est de la France.[réf. nécessaire]

### Appels malveillants chez Jean-Marie et Christine Villemin
En juin 1981, les parents de Grégory emménagent dans le pavillon qu'ils viennent de faire construire sur les hauteurs de Lépanges. Cela intervient après la promotion au mérite en février 1981 de Jean-Marie au poste de contremaître à l’usine, où il avait refusé de reprendre une carte de la CGT malgré la présence de Roger Jacquel, délégué au sein de l'entreprise, militant communiste et beau-père de son frère Jacky. Très vite, Jean-Marie et Christine Villemin voient s'abattre sur eux une forte jalousie familiale et sont victimes de harcèlements. En effet, à partir d'août 1981, alors que leur ligne téléphonique n'a été installée que le mois précédent, le couple reçoit, comme du reste d'autres membres de la famille, des appels téléphoniques malveillants réitérés émanant d'un individu mystérieux que les intéressés appellent entre eux « le gars » (voire « le gars à la voix rauque ») et que les commentateurs vont vite surnommer le « corbeau », par allusion au célèbre film de Clouzot. D'abord muets, ces appels ne tardent pas à se transformer en menaces verbales auxquelles Jean-Marie Villemin fait face avec sang-froid, afin de déstabiliser le(s) harceleur(s). D'ailleurs lui-même et sa femme reconnaîtront plus tard avoir, eux aussi, cédé à la tentation de jouer les corbeaux pour tenter de démasquer celui ou celle qui les persécutait.
La cible principale reste les grands-parents paternels de Grégory, Monique et Albert Villemin, dont le corbeau connaît parfaitement certains détails de la vie intime, et qui déposent une plainte en décembre 1982. Une information est ouverte par le procureur de la République. La demande de procédure, adressée le 16 décembre 1983 au juge d'instruction de Saint-Dié-des-Vosges, est close par une ordonnance de non-lieu faute d'éléments probants. Un soir, une vitre de la maison de Jean-Marie est brisée alors que Christine se trouve à l'intérieur avec Grégory. Puis les pneus d'un véhicule appartenant au couple sont crevés sans que l'identité du ou des responsables puisse être établie. Au début des appels, le chef de la brigade de gendarmerie de Corcieux suggère à Jean-Marie Villemin d'appeler au téléphone les personnes qu'il soupçonne, afin d'identifier leur voix. C'est ainsi qu'il appelle notamment Roger Jacquel, le beau-père de son frère Jacky, à deux heures du matin. Le 24 avril 1983, à l'usine Auto Coussin où il est en train de travailler, lors d'une communication de dix minutes puis d'une autre d'une trentaine de minutes, l'anonyme évoque son appel de la nuit précédente « … et je t'ai reconnu l'autre fois au téléphone à deux heures du matin », laissant penser à Jean-Marie que c'est peut-être Roger Jacquel ou quelqu'un qui essaie de se faire passer pour lui « Arrête de te faire passer pour Roger Jacquel ». Arrivé au domicile de Roger Jacquel, à Granges-sur-Vologne, il aperçoit, garées devant la maison, deux Renault 4 qu'il prend pour des estafettes de gendarmerie à cause de la pénombre, ce qui le dissuade de poursuivre,.
Quelques semaines plus tôt, le 8 mars 1983, Liliane Jacquel, épouse de Jacky Villemin, a reçu un appel téléphonique anonyme dont l'auteur menace de s'en prendre physiquement à Jean-Marie. Ce dernier, alors en mauvais termes avec son demi-frère et sa belle-sœur, n'en sera jamais averti. Huit jours avant le drame, les parents ont obtenu un prêt qui leur a permis l'acquisition à crédit d'un salon de cuir d'une valeur de 25 000 francs.

### Trois lettres anonymes
Le 4 mars 1983 est glissée dans les volets du domicile de Jean-Marie Villemin la première des quatre lettres de menaces manuscrites du ou des corbeaux. La première, en capitales, comporte deux fautes d'orthographe : « Je vous ferez [sic] votre peau à la famille Villemain [resic] ». La deuxième lettre est reçue le 27 avril par les grands-parents, Albert et Monique Villemin écrite également en lettres d’imprimerie puis la troisième le 17 mai 1983, toutes deux adressées aux grands-parents paternels de Grégory. Celle du 17 mai 1983 profère une menace contre Grégory et est écrite dans un style plus personnel et passe en lettres cursives. « Ceci est ma dernière lettre, vous n’aurez plus aucune nouvelle de moi. Vous vous demanderez qui j’étais mais vous trouverez jamais. »
L'auteur d'une lettre anonyme du 24 juillet 1985 est identifié 38 ans plus tard en 2023 grâce à une analyse ADN. Il s'agit d'une femme originaire de la Guadeloupe, qui se trouvait à Paris au moment de l’envoi. Elle a reconnu en audition être l’autrice de la missive. « Je vous ferez [sic] à nouveau votre peau à la famille Villemain [sic] […] Prochaine victime, Monique », était-il écrit. C'est une personne désœuvrée sans lien avec l’affaire.

## Assassinat de Grégory Villemin
Le 16 octobre 1984 vers 16 h 55, suivant ses habitudes, Christine Villemin quitte son travail à Lépanges et récupère Grégory chez sa nourrice, Christine Jacquot, aux HLM du Gai Champ situé dans ce même village. Selon ses déclarations, de retour au domicile familial, après avoir enfilé à son fils un bonnet en raison du froid, car l'enfant veut rester dehors pour jouer un peu dans le jardin sur le tas de graviers d'excavation situé devant la maison, elle se prépare à faire du repassage. Elle met la radio à un volume élevé, de façon à entendre l'émission Les Grosses têtes depuis la pièce où elle repasse son linge et dont vu l'heure, elle ne rouvre pas les volets, que son mari avait l'habitude de fermer le matin, par crainte des cambrioleurs. Peu après 17 h 20, elle sort pour demander à son fils de rentrer mais ne reçoit aucune réponse. Ne le trouvant pas, elle est prise de panique, se précipite dans son automobile et part à sa recherche, pensant qu'il a pu vouloir retourner chez sa nourrice ou rejoindre des camarades. En chemin, elle interroge des voisins, qui tous déclarent ne pas avoir vu l'enfant.
La gendarmerie est alertée de la disparition de Grégory vers 17 h 50.[réf. souhaitée] Entre-temps, une quatrième lettre anonyme avait été postée pour revendiquer l'assassinat de Grégory. Elle sera reçue le lendemain, le cachet de la poste sur le timbre portant l'heure de 17 h 15. Le « corbeau » aurait aussi appelé Michel Villemin, le frère aîné de Jean-Marie, pour le prévenir du crime (à 17 h 27 ou 17 h 32 selon les reconstitutions). Si le contenu ou même l'existence de l'appel téléphonique à Michel ont pu être mis en doute, il est avéré que c'est lui qui a alerté sa famille vers 17 h 30.

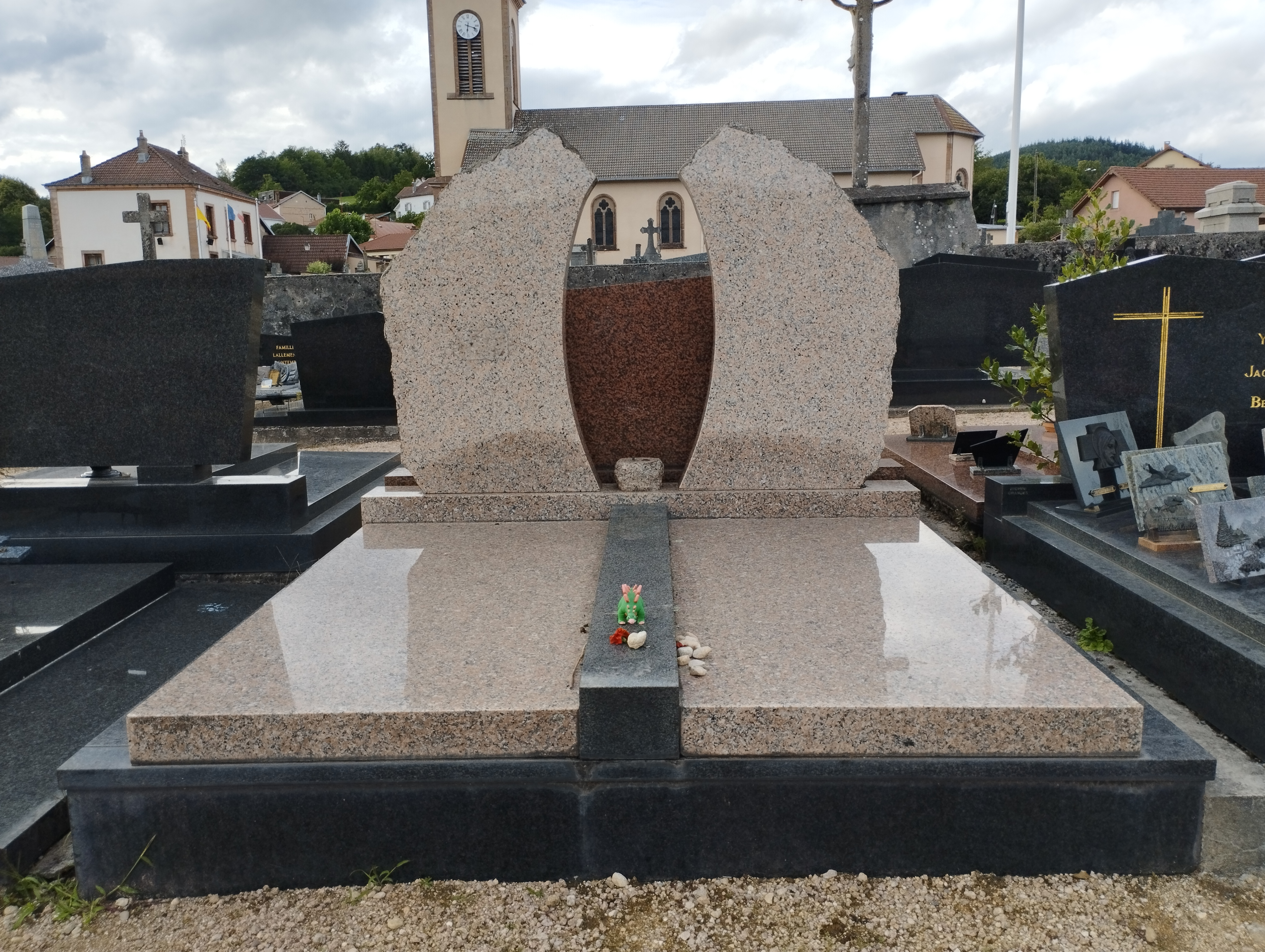
La tombe de Grégory au cimetière de Lépanges-sur-Vologne.

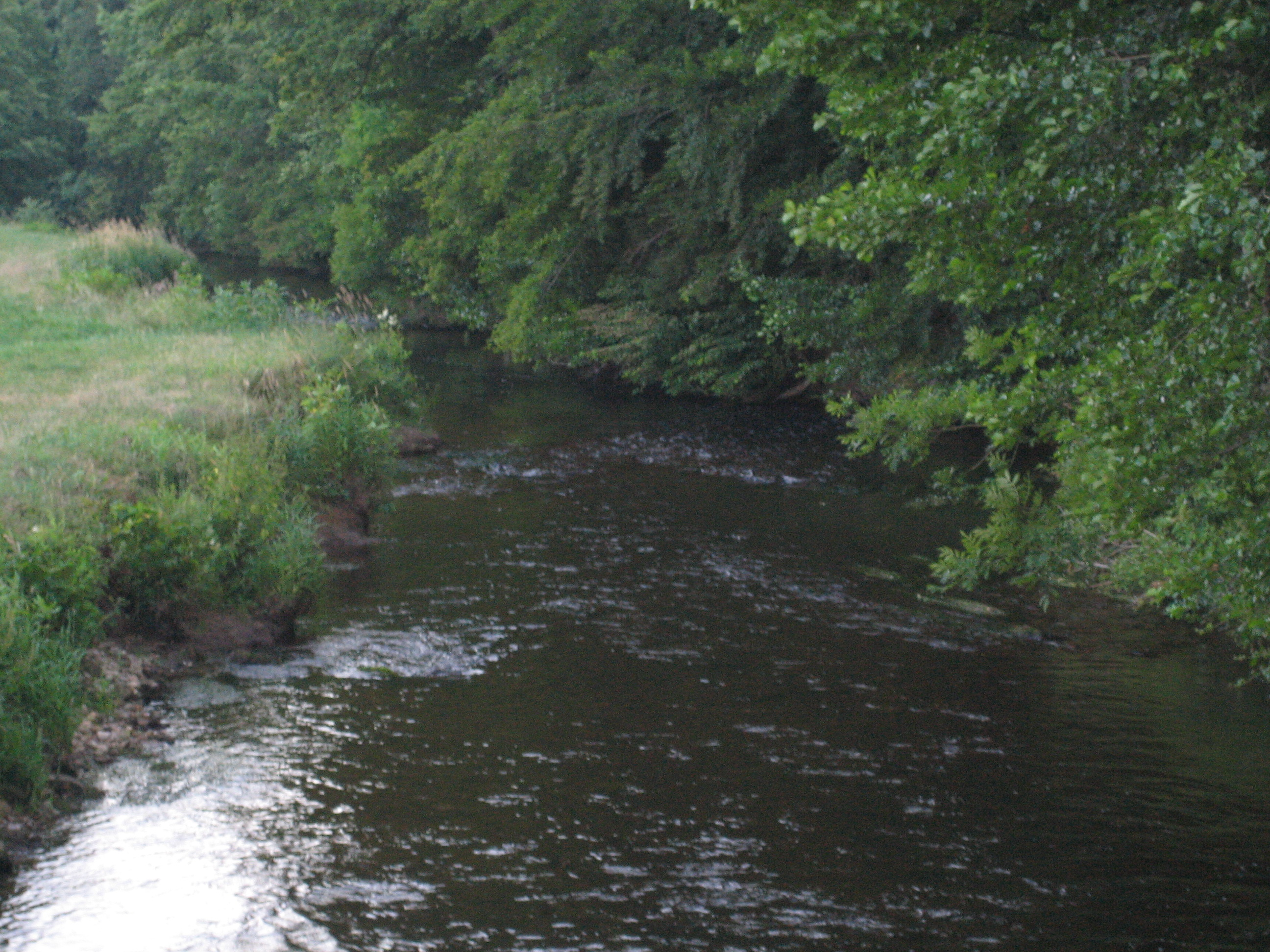
La Vologne, dans laquelle le corps de Grégory Villemin a été découvert.

Le corps sans vie du petit garçon est retrouvé quelques heures plus tard, vers 21 h 15, plaqué contre un barrage dans la Vologne, à Docelles, à sept kilomètres en aval de Lépanges, des cordelettes lui liant les mains (sur le ventre), les pieds et le cou. Philippe Jéchoux et Patrick Gless, respectivement pigiste et photographe du quotidien La Liberté de l'Est, assistent au repêchage du corps de Grégory par les pompiers. La photographie prise par Patrick Gless (un pompier encordé tenant dans ses bras l'enfant vêtu d'un anorak bleu, d'un pantalon velours vert foncé et d'un bonnet de laine, rayé de bleu et blanc, rabattu sur son visage) est publiée dans la presse le lendemain et va bouleverser tous ceux qui l'auront sous les yeux.

## L'enquête préliminaire
Les recherches dans la Vologne étaient consécutives à l'appel téléphonique du mystérieux, « corbeau », qui aurait informé du crime Michel Villemin vers 17 h 30, faute, aurait-il dit, d'avoir pu joindre Albert ou Monique Villemin : « Je te téléphone car cela ne répond pas à côté. Je me suis vengé du chef et j'ai kidnappé son fils. Je l'ai étranglé et je l'ai jeté à la Vologne. Sa mère est en train de le rechercher mais elle ne le trouvera pas. Ma vengeance est faite »,.
Le lendemain, le 17 octobre 1984, le juge d'instruction Jean-Michel Lambert, âgé à l'époque de 32 ans, est saisi pour instruire le dossier. Comme il ne manquera pas de le rappeler à diverses reprises, il s'agit de la 180e information judiciaire sur les 229 qu'il aura eu à traiter durant l'année 1984 à Épinal,.

### Une lettre de revendication anonyme
Le 17 octobre 1984, une lettre anonyme adressée à Jean-Marie Villemin revendique le crime : « J'espère que tu mourras de chagrin le chef. Ce n'est pas ton argent qui pourra te redonner ton fils. Voilà ma vengeance. Pauvre con ». La lettre a été postée à Lépanges, le jour du meurtre, par le corbeau, qui circulait en Renault 4 verte, voiture aperçue par Christine Villemin à la recherche de son fils, avant la levée de 17 h 15 (d'après l'oblitération).

### Autopsie
L'autopsie du corps se déroule le lendemain des faits, le 17 octobre 1984. Le corps de Grégory ne présente aucune trace de violence apparente. Il n'est pas remarqué d'hématomes, même si l'on relève à la tête une ecchymose d'un centimètre de diamètre après décollement du cuir chevelu. L'anorak et le bonnet qu'il porte lorsqu'il est retrouvé inanimé dans la Vologne sont propres et les cordelettes n'ont provoqué aucune égratignure. Il est relevé que sa bouche et ses narines sont couvertes en partie de spume (salive écumeuse), que ses lèvres sont cyanosées et que ses poumons, distendus, présentent des traces d'agonie asphyxique. Cependant ils ne sont remplis que d'une faible quantité d'eau et rien ne permet d'affirmer que celle-ci provient bien de la Vologne. L'estomac contient, de son côté, les résidus de la pomme que Grégory a consommée pour son goûter. Aucune trace d'alcool n'est retrouvée dans le sang, bien que celui-ci ait été prélevé en quantité insuffisante pour établir un bilan toxicologique complet. Aucune trace d'adrénaline, symptomatique de la peur, n'est retrouvée non plus.
Les conclusions de l'autopsie : « […] la mort de l'enfant Grégory Villemin est directement et exclusivement en rapport avec une submersion vitale à double origine, asphyxique et inhibitrice » ne permettent pas de déterminer si Grégory est mort noyé ailleurs que dans la Vologne avant d'y être jeté — une noyade préalable dans une baignoire a été estimée possible — ou s'il a été jeté vivant dans les eaux de la Vologne, ni s'il a été ligoté avant ou après sa mort,. Il a été reproché à cette autopsie d'avoir été un raté médico-légal ayant tout faussé, car incomplète et bâclée. L’ordonnance du juge datée du 17 octobre 1984 et adressée aux docteurs Gérard de Ren et Élisabeth Pagel leur indique de « procéder éventuellement à tous prélèvements en vue d'expertises ultérieures », mais le non-prélèvement des viscères de l'enfant empêche de savoir si celui-ci avait été drogué au préalable avec une substance quelconque,.

### Premières investigations
Nommé par les gendarmes le lendemain de la mort de Grégory, le premier expert graphologue, le colonel en retraite Antoine Argoud, désignera Roger Jacquel, père de Liliane Jacquel et beau-père de Jacky Villemin (demi-frère du père de Grégory Villemin), comme étant l'auteur des lettres anonymes. L'intéressé avait été longtemps soupçonné par les parents de Grégory Villemin d'être à l'origine des appels et écrits anonymes. Mais l'enquête préliminaire le met très rapidement hors de cause en raison d'un solide alibi[Lequel ?] à l'heure du crime.
Le 17 octobre 1984, des traces de pneus et l'empreinte d'une chaussure de femme sont découvertes sur le premier lieu supposé du crime, appelé « lieu privilégié » et situé au bord de la Vologne, le long du chemin de fer d'Arches à Saint-Dié, entre Deycimont et Docelles.
Le 18 octobre 1984, 140 membres ou proches de la famille Villemin sont soumis à l'« épreuve de la dictée ». Sous le contrôle des gendarmes, ces personnes recopient des pages d'écriture, dont le texte du dernier message du « corbeau ».
Le 20 octobre 1984 ont lieu les obsèques très médiatisées dans un climat très lourd.
Le 22 octobre 1984, un premier portrait-robot d'un homme qui aurait rôdé à côté de la poste de Lépanges le soir du crime est diffusé : 40 ans, 1,80 m, de forte corpulence, portant des lunettes, avec des cheveux châtains mi-longs.
Le 24 octobre 1984, Christine et Jean-Marie Villemin se constituent partie civile, ce qui leur permet d'accéder au dossier, et désignent comme avocat Henri-René Garaud, un ténor du barreau de Paris, qu'un journaliste d'Europe 1 leur a recommandé et dont ils ignorent que, proche du Front national, il milite, à la tête de l'association Légitime défense, pour le rétablissement de la peine de mort, abolie en 1981. Par la suite, cette orientation politique de l'avocat des époux Villemin sera plusieurs fois exploitée par leurs détracteurs.
Le 25 octobre 1984, les gendarmes de Bruyères procèdent à une première reconstitution du crime avec l'aide d'un mannequin. Après avoir effectué plusieurs essais, ils en concluent que l'enfant n'aurait pas été jeté entre Deycimont et Docelles, mais probablement depuis le centre du village de Docelles, derrière la caserne des pompiers, à proximité de l'endroit où le corps a été découvert. Plusieurs essais de jet du mannequin depuis cet endroit conduisent en effet celui-ci dans la rivière à l'endroit précis où a été retrouvé le corps de Grégory Villemin, quelques jours auparavant. De plus, une mise à l'eau du mannequin depuis l'autre lieu initialement envisagé (« lieu privilégié ») conduit le mannequin à effectuer un trajet sensiblement plus long et comportant différents obstacles tels que des barrages de broussailles ; ce trajet apparaît donc peu compatible avec l'absence de toute déchirure des vêtements de l'enfant comme de toute griffure de son visage ou de ses mains.
Le 22 octobre 1984, soit six jours après le crime, les gendarmes reçoivent un coup de téléphone du premier témoin spontané qui s'adresse à eux. Il s'agit de Marie-Ange Laroche, laquelle, curieusement, les appelle non pas de son domicile mais d'un café. Son insistance à leur communiquer ses doutes sur Jacky Villemin et sa femme Liliane (née Jacquel), puis sur les Hollard, des parents éloignés des Villemin, ne manque pas de susciter leur curiosité. Ils la convoquent à la gendarmerie et la placent en garde à vue pour vérifier son emploi du temps. C'est après son témoignage insolite que les gendarmes sont amenés à interroger son mari Bernard Laroche sur son emploi du temps, et le suspectant, à lui faire passer le test de la dictée, qu'ils adressent aussitôt à l'expert, lequel, dans un premier temps, leur communique le résultat des analyses par téléphone.
Le 26 octobre 1984, un deuxième portrait-robot est diffusé, après qu'un homme s'étant reconnu sur le premier et s'étant présenté spontanément à la gendarmerie a été mis hors de cause. Ce deuxième portrait, établi d'après les informations fournies par le tenancier d'un café de Docelles situé à quelques dizaines de mètres du lieu supposé du crime, correspond à un homme d'âge assez jeune, au visage rond, portant une moustache et des favoris.
Le 30 octobre 1984, des responsables de l'enquête, l'expert en écritures et une graphologue parisienne se réunissent à la gendarmerie de Nancy. L'expert en écritures, qui a commencé ses travaux dans ce dossier (notamment l'étude des dictées), déclare que le « corbeau » pourrait être Bernard Laroche mais demande plus de temps pour donner ses conclusions définitives. Malgré cela, Marie-Ange et Bernard Laroche sont arrêtés (lui à son domicile, elle à son travail, à Gérardmer) et placés en garde à vue le mercredi 31 octobre 1984. Mais les gendarmes n'obtiennent aucun aveu. Les deux époux sont libérés le lendemain, 1er novembre 1984 après avoir fourni chacun un alibi pour l'heure du crime (Marie-Ange affirme avoir travaillé de 13 h à 21 h et Bernard indique qu'à l'heure de l'enlèvement de l'enfant, il avait rendu visite à un collègue de travail, dénommé Zonca, lequel n'était pas à son domicile, puis avait retrouvé chez sa tante Louisette Jacob sa jeune belle-sœur Murielle Bolle, vers 17 h 20).

#### Témoignage de Murielle Bolle
Les gendarmes veulent vérifier les déclarations de Bernard Laroche, qui prétend être arrivé chez sa tante Louisette après Murielle Bolle. Élève au collège Jean Lurçat de Bruyères à l'époque des faits, Murielle est âgée de quinze ans. Elle est hébergée depuis quelque temps chez sa sœur Marie-Ange et son beau-frère Bernard Laroche. Si, initialement, Murielle confirme l'alibi de Bernard, dans un second temps elle fait volte-face devant les gendarmes et le met en cause avant de revenir quelques jours plus tard à sa déclaration initiale.

##### Premières déclarations (le31 octobreet le1ernovembre)
Dans un premier temps, Murielle ne met pas en cause son beau-frère et lui fournit même un alibi : à la première heure supposée du crime (16 octobre à 17 h 20), elle l'aurait aperçu chez la tante Louisette Jacob à Aumontzey, en compagnie de son fils Sébastien, après que le car de ramassage scolaire l'a déposée à proximité. Les déclarations de Murielle Bolle se recoupaient pour l'essentiel avec celles de son beau-frère Bernard Laroche, qu'elles tendaient ainsi à disculper. En effet, si Bernard Laroche se trouvait à Aumontzey vers 17 h 20 le jour du crime, il ne pouvait avoir enlevé Grégory Villemin à Lépanges-sur-Vologne entre 17 h 2 (arrivée de Christine et Gregory Villemin au domicile familial) et 17 h 20 (horaire approximatif auquel Christine Villemin a été aperçue par le voisinage en train de chercher son fils).

###### Dans les locaux de la gendarmerie (2 et 3 novembre 1984)
Plusieurs éléments intriguent toutefois les gendarmes, lesquels doutent de la sincérité des déclarations de Murielle Bolle et de Bernard Laroche.
Les gendarmes relèvent un premier point de discordance entre les deux déclarations respectives : alors que Bernard Laroche avait déclaré que Murielle était déjà présente lors de son arrivée chez la tante Louisette, Murielle donnait pour sa part l'ordre d'arrivée inverse.
Murielle est également confrontée au témoignage de plusieurs camarades de classe qui déclarent ne pas l'avoir aperçue dans le bus de ramassage scolaire le 16 octobre 1984, vers 17 h. L'une de ces camarades déclare également avoir vu Murielle aux abords du collège, en train de monter dans une voiture dont la description correspond à la Peugeot 305 de Bernard Laroche.
Ces témoignages sont d'ailleurs confortés par l'erreur de description physique faite par Murielle du chauffeur de car du 16 octobre 1984 : Murielle donne la description du chauffeur habituel alors qu'était présent ce jour-là un chauffeur de remplacement, en service uniquement les mardis. Auditionné, celui-ci indique aux gendarmes, avec certitude, n'avoir pas vu Murielle Bolle dans le car de ramassage scolaire le 16 octobre 1984.
Confrontée à ces éléments, Murielle indique à deux reprises aux enquêteurs, que Bernard Laroche et elle sont allés ensemble, « accompagnés du jeune fils de Bernard Laroche, Sébastien, en voiture jusqu'à une maison de Lépanges », identifiée comme étant celle de Jean-Marie et Christine Villemin, devant laquelle Bernard Laroche aurait arrêté sa voiture. Là, il aurait fait monter à l'arrière, à côté de son fils Sébastien, un garçon du même âge, identifié comme étant Grégory, puis aurait redémarré pour aller jusqu'au village proche de Docelles, où il se serait arrêté. Elle affirme l'avoir vu « partir » avec Grégory, puis « revenir seul » peu après.
À cette date, les gendarmes disposaient également des premières conclusions, alors communiquées de manière informelle, par les expertes en écriture Anne-Marie Jacquin-Keller et Marie-Jeanne Berrichon-Sedeyn : selon ces expertes, l'écriture de Bernard Laroche présentait de fortes similitudes avec celle de l'auteur de la lettre de revendication du crime (cette expertise a toutefois été annulée en raison d'une erreur de procédure commise par le juge dans la désignation des expertes). Au même moment, les gendarmes découvrent également sur la lettre de revendication du crime le foulage des initiales « LB », qui se superposent avec la signature manuscrite de Bernard Laroche (cet élément, toutefois, ne pourra ensuite être exploité dans le cadre de l'enquête, en raison d'une mauvaise manipulation du document par les gendarmes).

###### Audition de Murielle Bolle devant le juge d'instruction et arrestation de Bernard Laroche
Le 5 novembre 1984 au matin, Murielle réitère en intégralité ses déclarations devant le juge d'instruction d'Épinal Jean-Michel Lambert, en y apportant quelques détails supplémentaires. Le juge d'instruction lève la garde à vue de la jeune fille, sans toutefois prendre la précaution de l'isoler de son milieu familial, et inculpe aussitôt d'assassinat Bernard Laroche, lequel est immédiatement arrêté par les gendarmes sur son lieu de travail le 5 novembre 1984, vers 13 h. Mais le dossier ne contient pas encore le rapport d'autopsie ni les conclusions d'expertises en écriture. Les médias font directement leur une avec « l'assassin Laroche » et filment même son arrestation. La retransmission en quasi-direct de cette arrestation a longtemps été reprochée aux gendarmes, bien que rien n'indique que ceux-ci aient informé les journalistes de l'imminence de l'interpellation de Bernard Laroche. En effet les journalistes, alors à l'affût de tout nouvel élément de l'enquête, stationnaient dans leurs voitures aux abords de la brigade de gendarmerie et suivaient systématiquement les gendarmes dans tous leurs déplacements.

##### Retour aux premières déclarations (rétractation le 6 novembre 1984)
Dans un troisième temps, le lendemain, le 6 novembre 1984, devant le juge d'instruction, Murielle fait une seconde volte-face, en revenant à sa première version, soutenant que les gendarmes ont fait pression sur elle et l'ont menacée de l'envoyer en maison de correction : « Ils m'ont traitée de menteuse. Ils ont insisté. Ils m'ont demandé pourquoi c'était lui, Laroche, qui était venu me chercher. Je disais que ce n'était pas vrai. L'un d'eux m'a lancé : « Toi, t'as couché avec Laroche. » J'avais peur. J'ai dit ce qu'ils voulaient. Si je ne signais pas, ils me menaçaient de m'envoyer en maison de correction. ». Témoignage qu'elle refait devant les caméras des journalistes le 7 novembre 1984 et diffusé notamment au journal d'Antenne 2  du jour : « Mon beau-frère, il est innocent… c'était un piège et j'ai tombé dedans… À cinq heures, j'étais dans le car… J'avais peur des gendarmes… ils ont profité que j'étais toute seule… Mon beau-frère, il est innocent… Les gendarmes m'ont dit que Bernard avait dit ça et que si je disais pas ça, ils me mettraient en maison de correction ».
Jusqu'à aujourd'hui, l'une des questions majeures soulevées par l'affaire porte sur la motivation des révélations faites aux enquêteurs par Murielle Bolle, lesquelles sont de nature à innocenter ou accabler son beau-frère Bernard Laroche : Murielle dit-elle la vérité lorsqu'elle fait ses déclarations qui accablent son beau-frère d'avoir enlevé Grégory Villemin ou, au contraire, lorsqu'elle fait volte-face et fait état de pressions qu'elle aurait subies de la part des gendarmes ? Au cours des jours suivant ces déclarations, les avocats de Murielle saisissent le juge d'instruction d'une plainte contre les enquêteurs de la gendarmerie, pour « faux et subornation de témoin ». En 1989, cette plainte sera toutefois définitivement écartée par la justice, laquelle estime que les accusations portées par la défense de Murielle Bolle contre les gendarmes manquent de crédibilité. Cette version officielle ne sera ensuite jamais démentie. En 2020, la cour d'appel de Paris annule la garde à vue de Murielle Bolle.
À Docelles, à côté de l'église, non loin de la place de l'Espine, une ampoule vide et une seringue d'insuline sont par ailleurs retrouvées le 9 novembre 1984 (trois semaines après le crime) près du local des pompiers, aux abords duquel le corps de Grégory aurait pu être jeté dans la Vologne, ce lieu étant également désigné par Murielle Bolle comme l’endroit où Bernard Laroche serait descendu de voiture avec Grégory (mais ultérieurement on contestera qu'il s'agisse du lieu de la mise à l'eau). Ces éléments matériels peuvent suggérer l'utilisation de ce produit pour provoquer chez l'enfant un coma hypoglycémique avant de le jeter dans la rivière. Toutefois, l'autopsie a été réalisée de manière trop sommaire pour confirmer cette hypothèse.

#### 1984-1985: la piste Bernard Laroche
Bernard Laroche est né le 23 mars 1955. Il est donc âgé de 29 ans à l'époque du crime. Cousin germain de Jean-Marie Villemin, il est globalement décrit comme un personnage bonhomme, sympathique, discret voire réservé, et plutôt apprécié de son entourage familial comme professionnel, qui le décrit comme un individu très serviable. Ces traits de personnalité pourraient correspondre, d'après les gendarmes et les premiers experts en écritures, au portrait-type d'un corbeau.
Il entretient une relation de « frère de lait » avec son autre cousin germain Michel Villemin (frère de Jean-Marie Villemin), en compagnie duquel il a été élevé après la mort de sa mère, survenue peu après sa naissance. Il a aussi une relation privilégiée avec son oncle maternel Marcel Jacob, qui n'a que dix ans de plus que lui. En septembre 1984, après avoir brigué le poste pendant six ans, il est devenu contremaître au Tissage Ancel à Granges-sur-Vologne, où il travaille.
Il est membre de la CGT (et délégué syndical), comme son cousin Michel, son oncle Marcel et l'épouse de ce dernier, Jacqueline (qui, de leur côté, sont employés à la filature BSF d'Aumontzey) et aussi comme de nombreux autres membres de la famille élargie Villemin-Jacob.
Les débats du procès de 1993 révèlent qu'en 1984, son couple battait de l'aile, ce que Marie-Ange Laroche, malgré ses dénégations, confirme implicitement dans Les Larmes oubliées de la Vologne. Bernard Laroche est le père d'un enfant, Sébastien, qui a exactement le même âge que Grégory Villemin. Sébastien présente une santé quelque peu fragile : opéré très jeune d'un kyste, il porte en permanence un drain. Il nécessite donc une surveillance permanente et ne peut pas pratiquer toutes les activités des enfants de son âge. Sébastien n'est toutefois nullement un enfant handicapé, ce que beaucoup d'articles de presse ont pourtant rapporté.
Les premiers enquêteurs de l'affaire identifieront dans le vécu de Bernard Laroche le possible mobile d'une jalousie à l'égard de Jean-Marie Villemin : une enfance moins chanceuse (Bernard Laroche n'a jamais connu sa mère et n'a ni frère ni sœur) une réussite professionnelle moins éclatante (à l'époque du crime, Bernard Laroche est pourtant contremaître, comme Jean-Marie Villemin, malgré une évolution légèrement plus tardive), un couple moins harmonieux que celui de Christine et Jean-Marie Villemin, un enfant en moins bonne santé que Grégory Villemin… À l'époque du crime, les rapports entre Bernard Laroche et le couple Jean-Marie et Christine Villemin étaient pourtant bons, de sorte qu'aucun individu n'avait réellement soupçonné qu'il puisse être lié au crime.
Le lendemain de l'inculpation de Bernard Laroche par le juge Jean-Michel Lambert, le 6 novembre 1984, la famille de Murielle Bolle demande à la presse de passer chez elle, à Laveline-devant-Bruyères, et la jeune fille se rétracte devant micros et caméras et déclare aux journalistes : « Non, j'y étais pas dans la voiture de Bernard. Puis j'ai jamais été sur Lépanges et tout ça, là où le gosse a été noyé. J'y ai jamais été. Je connais pas Lépanges ni Docelles. Bernard, il est innocent. Mon beau-frère il est innocent. J'ai jamais été où j'ai dit avec mon beau-frère ». De plus, les gendarmes l'auraient menacée de la placer en maison de correction si elle ne témoignait pas contre lui et si « (elle) ne disait pas la vérité ». Les gendarmes de Bruyères considèrent alors que la jeune fille, fragile et vite dépassée par les événements, a pu subir des pressions familiales pour changer sa version des faits (le capitaine Sesmat - devenu colonel depuis - évoquera même des déclarations qui ont « l'air d'être récitées »).
Le juge Lambert, rapidement interrogé par les journalistes, déclare devant les caméras : « J'attendais personnellement ces rétractations, qui ne me surprennent donc pas du tout et ne m'émeuvent pas davantage ». Lorsque la journaliste Isabelle Baechler lui fait observer que « cela fragilise quand même considérablement le dossier », il lui répond « Non, car il y a d'autres éléments à côté qui permettent de tenir peu de cas de ces rétractations ».
En effet le juge Lambert pense détenir des éléments à charge contre Bernard Laroche : les conclusions de la première étude graphologique, déposées le 30 octobre 1984 auprès de la gendarmerie de Nancy, qui le désignent comme pouvant être le corbeau, et le foulage « LB » apparu au bas de la lettre de revendication du meurtre et correspondant exactement à la signature de Bernard Laroche.
Égarée, cette lettre de revendication du meurtre ne pourra être exploitée que plusieurs années plus tard, quand une copie du rapport comportant des photos de ladite lettre sera retrouvée. Comme, de surcroît, cette pièce maîtresse du dossier a été abîmée lors de la recherche d'empreintes — une poudre noire y ayant été déversée en vue de découvrir des empreintes digitales —, les investigations ultérieures seront compromises, notamment la recherche de traces d'ADN.
Après l'annulation le 19 décembre 1984 par la chambre d'accusation de Nancy d'un certain nombre de pièces du dossier, dont cette expertise, et sans le témoignage de la jeune Murielle Bolle, qui a renouvelé sa rétractation lors d'une confrontation avec Bernard Laroche le vendredi 9 novembre 1984, le dossier reste bien mince sur le plan judiciaire, comme ne manque pas de le faire observer l'avocat de Bernard Laroche, Gérard Welzer, du barreau d'Épinal, auquel se joint rapidement Paul Prompt, du barreau de Paris — défense organisée et rémunérée par Benoît Bartherotte, repreneur en 1981 de Tissage Ancel et proche alors du PCF et de la CGT, même si, pour la gendarmerie de Bruyères, la jalousie de Bernard Laroche pour la réussite sociale et familiale de son cousin constitue un mobile sérieux.

##### Assassinat de Bernard Laroche
Le 4 février 1985 le juge Jean-Michel Lambert, contre l'avis du ministère public d'Épinal, lequel ne fera pourtant pas appel de son ordonnance, libère Bernard Laroche, qui reprend son travail. Ce jour-là, devant des journalistes, Jean-Marie Villemin annonce son intention de le tuer à la sortie de son travail.
Jean-Marie et Christine Villemin demandent à être reçus par le garde des sceaux Robert Badinter pour réclamer « la vérité » et l'utilisation du détecteur de mensonge. La requête n'aboutit pas en raison du refus du ministre, qui ne veut pas rencontrer les protagonistes d'une affaire en cours.
De son côté, l'épouse de Bernard Laroche, Marie-Ange, réclame pour son mari la protection de la gendarmerie de Bruyères, laquelle, dessaisie de l'enquête le 20 février 1985 au profit du SRPJ de Nancy, ne peut accéder à sa requête, ce dont le juge d'instruction ne se préoccupe pas.
Le 29 mars 1985 vers 13 h 15, alors que Bernard Laroche rentre avec Marie-Ange et son fils Sébastien dans le garage de son domicile à Aumontzey, Jean-Marie Villemin se dirige vers son cousin et pointe sur lui un fusil de chasse. Laroche déclare à Villemin qu'il « n'a pas tué son gosse » avant de s'écrouler, atteint d'une balle en pleine poitrine. Tout rôle actif de Christine Villemin dans l'assassinat de Bernard Laroche est rapidement écarté par les enquêteurs, d'autant qu'au moment de cet assassinat, Christine Villemin se trouvait hospitalisée. Jean-Marie Villemin a fait part de ses intentions meurtrières le 27 février 1985 au journaliste de Paris Match Jean Ker (qui imputait lui aussi à Laroche l'assassinat de Grégory), et n'a pas caché son désir de vengeance à d'autres personnes, dont le capitaine Sesmat, qui a vainement tenté de le ramener à la raison. L'assassinat de Bernard Laroche par son cousin germain Jean-Marie Villemin intervient quelques jours après le dépôt de premières expertises en écriture qui, en imputant à Christine Villemin la lettre de revendication du crime, faisaient glisser celle-ci du statut de victime vers le statut de principale suspecte. La divulgation de ces expertises peut avoir été l'élément déclencheur du geste de Jean-Marie à l'encontre de son cousin.

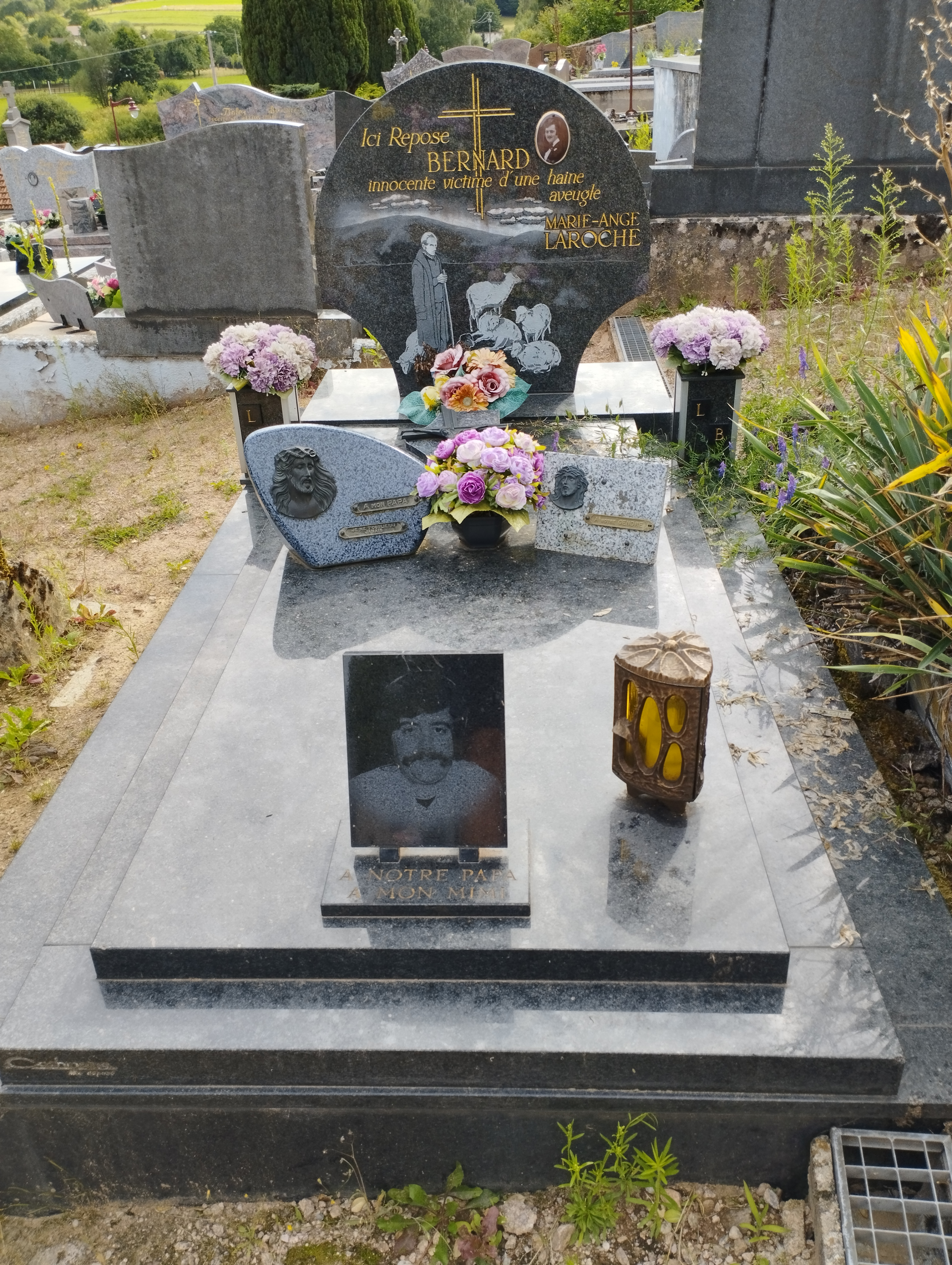
Tombe de Bernard Laroche au cimetière de Jussarupt.

Bernard Laroche est enterré au cimetière de Jussarupt le 2 avril 1985.
La reconstitution de l'assassinat de Bernard Laroche est organisée le 20 juin 1985 à l'endroit où il a eu lieu (au domicile des époux Laroche), en présence de Jean-Marie Villemin (portant un gilet pare-balles) et conformément à la procédure. Malgré son faible intérêt pour l'avancée de l'enquête, l'événement est largement médiatisé, cette reconstitution ayant lieu en présence de plus d'une centaine de photographes et journalistes.
La veuve de Bernard Laroche, Marie-Ange, obtiendra par la suite la condamnation de l'État pour n'avoir pas empêché la mort annoncée de son mari.
En décembre 1985, huit mois après la mort de son époux, elle donne naissance à son second fils, qui reçoit le prénom de Jean-Bernard.

##### Non-lieu pour Bernard Laroche et issue «post-mortem» de la piste Bernard Laroche
Une ordonnance de non-lieu intervient à l'égard de Bernard Laroche le 18 avril 1985 en application de l'article 6 du code de procédure pénale. Ce non-lieu, de règle en raison de la mort de l'intéressé, éteint l'action publique initialement mise en mouvement à son encontre. Officiellement, Bernard Laroche est donc mort inculpé et bénéficie encore, à ce titre, de la présomption d'innocence. Jean-Michel Lambert déclarera ultérieurement qu'il avait prévu de rendre au cours des semaines suivantes une ordonnance de non-lieu ayant pour objet de le mettre hors de cause.
La libération, puis l'assassinat de Bernard Laroche ont coïncidé avec l'apparition des premiers soupçons dirigés contre la mère de Grégory Villemin, en février-mars 1985. Pendant des années, de nombreux commentateurs de l'affaire raisonneront par pure corrélation entre l'innocence supposée de l'un et la culpabilité supposée de l'autre, et vice versa, sans parvenir à identifier une quelconque piste alternative.
Christine Villemin a été officiellement innocentée en février 1993 par la cour d'appel de Dijon, en raison de l'absence d'une quelconque charge mise en évidence à son encontre. La cour d'appel de Dijon relève par la même décision qu'il subsiste dans le dossier « des charges très sérieuses » que Bernard Laroche ait enlevé Grégory Villemin le 16 octobre 1984, tout en relevant que les éléments du dossier ne permettent pas pour autant de le considérer comme le meurtrier de l'enfant.
À cette fin, la cour d'appel se fonde notamment sur plusieurs témoignages concordants et recueillis postérieurement à la mise en accusation de Christine Villemin.
Le plus décisif de ces témoignages semble être celui de Claude Colin, qui déclare en 1990 aux enquêteurs qu'à l'horaire du crime, il avait croisé à proximité de la maison des Villemin une voiture avec à son bord « un homme corpulent et une femme rousse », signalement qui évoque directement celui de Bernard Laroche et de Murielle Bolle. Le témoin a expliqué son long silence en raison de sa crainte, à l'époque, de perdre son emploi, n'étant nullement censé se trouver en ce lieu à l'heure du crime. Plusieurs témoins indirects issus du voisinage ont corroboré ce témoignage, en rapportant que Mme Marcelle Claudon, qui se trouvait à bord de la voiture de Claude Colin, leur avait fait précisément les mêmes révélations, que l'intéressée refusera toutefois de réitérer devant la justice.
Un deuxième témoin censé réactiver la « piste Laroche » est Jacqueline Golbain, ancienne infirmière de la mère de Murielle Bolle, à laquelle cette dernière aurait confessé, quelques années après le crime, avoir bien assisté à l'enlèvement de Grégory Villemin par Bernard Laroche.
Lors du procès d'assises de Jean-Marie Villemin en 1993, la défense de Bernard Laroche contestera véhémentement ces témoignages, qu'elle juge trop tardifs pour être suffisamment crédibles.
À ce jour, ni la culpabilité, ni l'innocence de Bernard Laroche n'ont été officiellement proclamées. Mais la décision de 1993 laisse clairement entendre que, du moins d'après les magistrats instructeurs qui en sont à l'origine, la « piste Laroche » initialement identifiée par les premiers gendarmes chargés de l'enquête était probablement la bonne piste. D'après cette thèse, le revirement du juge d'instruction Jean-Michel Lambert qui, en février 1985 a mis fin à la détention provisoire de Bernard Laroche (contre l'avis du ministère public) et dirigé ses soupçons sur Christine Villemin, relèverait d'une erreur d'appréciation manifeste.
Plus récemment, en 2017, les enquêteurs de la gendarmerie ont nettement réaffirmé que le rapt de l'enfant était imputable de manière certaine à Bernard Laroche, selon leurs propres termes, et que ce rapt avait été effectué en présence de Murielle Bolle, conformément aux déclarations faites par cette dernière les 1er, 2 et 5 novembre 1984.
De manière complètement inattendue, la réactivation de l'affaire au plan médiatique, en juin 2017, provoque le témoignage spontané de Patrick F., cousin de Murielle Bolle. Celui-ci a déclaré aux enquêteurs avoir séjourné au domicile de Murielle Bolle en novembre 1984, au cours des jours ayant suivi l'incarcération de Bernard Laroche. Ce témoin déclare avoir alors recueilli les confidences de sa cousine, qui lui aurait indiqué avoir assisté au rapt de Grégory Villemin par Bernard Laroche. Il aurait également personnellement assisté à des violences physiques exercées sur Murielle Bolle par plusieurs membres de sa famille : cet élément pourrait corroborer la thèse des enquêteurs selon laquelle les rétractations de Murielle Bolle auraient été provoquées par de lourdes pressions familiales.
Les époux Jacob, mis en examen en 2017, sont ainsi suspectés d'avoir été les complices et/ou commanditaires de l'enlèvement de Grégory, dont l'assassinat aurait, d'après les mêmes enquêteurs, été mis en œuvre par une véritable « cellule familiale » organisée. Mais le rôle exact de Bernard Laroche demeure assez obscur, les enquêteurs ont fait savoir, lors de la réouverture de l'enquête en juin 2017, que Bernard Laroche, alors lui-même père d'un enfant de quatre ans (l'âge de Grégory), avait peut-être ignoré le sort réservé à l'enfant par les commanditaires du rapt.
Depuis 1993, la défense de Bernard Laroche s'est plusieurs fois vivement opposée à la mise en cause directe de son ancien client dans l'enquête qui a suivi sa mort. Néanmoins aucune règle de procédure ne fait obstacle à la réunion d'éléments pouvant concerner une personne décédée, que ces éléments jouent à charge ou à décharge.

#### 1985: la piste Christine Villemin
Début avril 1985, Christine Villemin se réfugie chez sa grand-mère à Petitmont en Meurthe-et-Moselle.
Le 28 mai 1985, Jean-Marie est transféré à la prison de Saverne dans le Bas-Rhin pour être plus près d'elle.
Une rumeur dans la région de Lépanges laisse entendre que le corbeau et meurtrier pourrait être la mère de Grégory, qui aurait été vue à la poste le jour du drame, selon les témoignages concordants de quatre collègues de travail, à qui elle avait été confrontée le 22 novembre 1984, et devant qui elle avait répondu qu'elles se trompaient et l'avaient vue la veille à cet endroit.
Le 5 juillet 1985, le juge Lambert inculpe Christine Villemin d'assassinat et, contre l'avis du Parquet, la place en détention provisoire. Les éléments à charge sont une nouvelle expertise en écriture la désignant depuis le 25 mars 1985 comme « pouvant être le corbeau », la remise en cause de son emploi du temps le jour du crime par Christine Jacquot, entendue par les policiers le 16 avril 1985,, ainsi que des cordelettes identiques à celles ayant servi à ficeler Grégory, qui sont trouvées dans la cave du domicile familial.
Le 5 juillet 1985, soit le jour même de son placement en détention provisoire, Christine Villemin, enceinte de six mois, entame, avec son mari, une grève de la faim pour protester contre son inculpation et son incarcération. Onze jours plus tard, le 16 juillet 1985, la chambre d'accusation de Nancy, sur instruction du procureur, qui a relevé l'insuffisance des motifs de mise en détention provisoire et pointé la faiblesse des charges, prononce son élargissement et sa remise en liberté provisoire. Mais elle confirme dans le même temps l'ordonnance de mise en accusation (laquelle sera annulée ultérieurement par la Cour de cassation), et la place sous contrôle judiciaire. Son cas divise radicalement les acteurs de l'affaire, les uns étant persuadés de son innocence, les autres l'estimant coupable. « On va croire que j'ai manigancé le coup avec Michel et Laroche, alors que j'ai tout perdu ! » s'indigne-t-elle.
L'enquête s'accompagne d'une longue série d'incidents : violations multiples du secret de l'instruction par Jean-Michel Lambert et les avocats de Bernard Laroche ; atteintes à la vie privée des Villemin ; parti-pris de la presse (comme le texte dans Libération « Sublime, forcément sublime Christine V. » signé Marguerite Duras, ) ; manque de précautions de la part des enquêteurs dans la collecte des indices ; indécision des magistrats ; rivalité exacerbée entre la gendarmerie et le SRPJ ; impéritie et négligences répétées du juge d'instruction, ; autopsie stoppée à la demande du capitaine Étienne Sesmat par souci de rendre le corps de l'enfant le plus présentable possible à ses parents.
Le 30 septembre 1985, Christine Villemin donne naissance à son fils Julien à la maternité de Lunéville. Après neuf heures de confrontation avec le juge Lambert, une nouvelle reconstitution du meurtre de Grégory se déroule à Lépanges le 22 octobre 1985.
En 1985, après un an d'enquête, les parents de Grégory écriront au président de la République François Mitterrand pour faire dessaisir de l'enquête le juge Jean-Michel Lambert dont l'instruction prend fin le 23 avril 1986.
En 1985, les parents de Grégory portent plainte contre Murielle Bolle, laquelle aurait pu prendre une part active à l'enlèvement de Grégory en lui injectant, pour le plonger dans le coma, une dose d'insuline (Jeanine Bolle, la mère de Murielle, était en effet diabétique, et sa fille était à ses côtés quand l'infirmière qui s'occupait d'elle lui faisait les injections d'insuline réclamées par son état de santé).
Le 9 décembre 1986, la chambre d'accusation de la cour d'appel de Nancy renvoie Christine Villemin devant la cour d'assises des Vosges : cette décision sonne comme un coup de tonnerre pour l'intéressée, malgré la faiblesse des charges relevées à son encontre. Sur le conseil de ses avocats, l'inculpée se pourvoit en cassation.
 (mars 2019).
Sur le fond, la décision de la cour d'appel de Nancy de renvoyer Christine Villemin aux assises a été très critiquée, les charges réunies contre elle par le juge d'instruction se révélant parfois comme de simples possibilités dépourvues de certitude. En particulier, aucun élément de l'enquête ne mettait alors en évidence la présence de la jeune femme en dehors de la commune de Lépanges-sur-Vologne (son domicile) à l'heure du crime, étant rappelé que la mise à l'eau de l'enfant a eu lieu sur la commune de Docelles, située à sept kilomètres. Plus tard, en 1993, la chambre d'accusation de la cour d'appel de Dijon entre temps saisie du dossier, a écarté de manière péremptoire tout soupçon pesant sur Christine Villemin, et ce à l'issue d'un supplément d'information ayant duré sept années.
À la lecture de la décision du 9 décembre 1986 qui renvoyait Christine Villemin devant la cour d'assises, la participation au crime de l'intéressée était suggérée non par des éléments matériels positifs mais par des déductions. 

Ainsi, la décision de la cour d'appel de Nancy de renvoyer Christine Villemin aux assises articulait contre l'inculpée vingt-cinq charges telles que :
- le fait d'avoir disposé, selon la cour, d'un temps suffisant pour effectuer le trajet entre son domicile et le lieu d'immersion de l'enfant (ce laps de temps d'à peine plus de dix-neuf minutes était supposé englober à la fois un trajet d'environ douze kilomètres en voiture sur de petites routes de campagne, le fait de tuer l'enfant, de le ligoter et de le jeter à la rivière, rendant le scénario plutôt invraisemblable ; de plus, ce scénario s'appuyait exclusivement sur un lieu d'immersion peu probable au regard des reconstitutions du trajet du corps dans la rivière ; enfin, que Christine Villemin ait effectivement disposé du temps nécessaire pour aller jeter son fils dans la Vologne, ne constitue pas une preuve en soi) ;
- certains témoignages contestés, dont le témoignage identique de plusieurs collègues de travail ayant prétendu avoir vu Christine Villemin poster une lettre au bureau de poste de Lépanges-sur-Vologne peu avant la disparition de l'enfant, étant précisé que la lettre de revendication du crime avait été postée au même endroit et dans un créneau horaire proche (les quatre témoins, surnommés « les Filles de la poste », avaient toutefois donné une description vestimentaire de Christine Villemin qui correspondait aux vêtements que celle-ci portait non pas le jour mais la veille du crime, date à laquelle Christine Villemin avait elle-même indiqué avoir posté un chèque destiné à payer une vente par correspondance, le chèque ayant été retrouvé peu après par les enquêteurs et mentionnant effectivement la date de la veille du crime - l'enveloppe cachetée n'a toutefois pu être retrouvée, ayant été immédiatement détruite par son destinataire) ;
- le fait d'avoir des consommations téléphoniques importantes aux mêmes périodes que les périodes auxquelles les appels du corbeau étaient les plus fréquents, élément dont les enquêteurs du SRPJ de Nancy avaient déduit que Christine Villemin était probablement l'auteur des appels anonymes (les enquêteurs avaient toutefois méconnu que les consommations téléphoniques de beaucoup d'autres membres de la famille avaient évolué de la même manière au cours des mêmes périodes) ;
- le fait que, selon l'emploi du temps de Christine Villemin, celle-ci ait été disponible pour passer certains appels téléphoniques reçus par sa belle-famille (l'enquête du SRPJ de Nancy semble toutefois avoir négligé un nombre important d'appels pour lesquels Christine Villemin n'était pas disponible car sur son lieu de travail ; de plus, de nombreuses pages du carnet sur lequel les beaux-parents de Christine Villemin notaient la date, l'heure et le contenu des appels anonymes, ont disparu au cours de l'enquête) ;
- les expertises en écriture qui imputaient à Christine Villemin les lettres anonymes, dont la lettre de revendication du crime, et ce bien que plusieurs des experts aient assorti leurs conclusions de réserves importantes et que les expertises aient reposé sur des techniques de travail fortement discutées (d'autres expertises, dont deux provenant d'expertes de renom, avaient en début d'enquête mis Christine Villemin hors de cause et désigné d'autres scripteurs, dont notamment Bernard Laroche ; mais ces précédentes expertises ayant été annulées pour des motifs de forme, la défense de Christine Villemin ne pouvait plus les utiliser afin de relativiser les conclusions d'expertise qui jouaient en sa défaveur).

Plusieurs commentateurs de l'époque[réf. souhaitée] ont analysé le nombre important des charges (25) comme une façon de compenser la faiblesse de la plupart d'entre elles. D'après d'autres[réf. souhaitée], c'est avec réticence que la cour d'appel de Nancy aurait décidé de renvoyer Christine Villemin aux assises, car la même cour d'appel avait en effet précédemment ordonné la remise en liberté de Christine Villemin[réf. nécessaire].
Aucun mobile du crime n'a pu être mis en évidence contre la mère, l'enquête n'ayant pu révéler aucun comportement suspect à l'égard de son enfant.
D'après Maître François Robinet, l'un des avocats de Christine Villemin, interviewé bien des années plus tard, la tenue d'un procès d'assises exposait sa cliente à un risque important de condamnation, et ce malgré la faiblesse des charges : la presse, d'après lui, « avait donné d'elle une image déformée et rien ne me dit que cette image aurait pu être rétablie en quelques jours de cour d'assises ».
Lors du procès devant la cour d'assises en décembre 1993 au titre de l'assassinat de Bernard Laroche, la défense de Jean-Marie Villemin mettra vivement en cause l'insuffisance, voire la partialité de l'enquête initiale qui, en 1985, avait abouti à la mise en accusation de Christine Villemin, certaines pistes alternatives sérieuses semblant avoir été négligées sans raison par le SRPJ de Nancy.
Le renvoi de Christine Villemin devant les assises est aujourd'hui généralement perçu comme une erreur judiciaire, même si l'expression « erreur judiciaire » est en partie impropre en raison de l'absence de toute condamnation pénale prononcée à l'encontre de Christine Villemin. Sa médiatisation extrême soulève également, depuis cette époque, de nombreuses questions sur le rôle de la presse dans le cadre des enquêtes criminelles.
Rétrospectivement, la mise en accusation de Christine Villemin est souvent analysée comme le résultat d'un concours de circonstances indépendantes des éléments de l'enquête à proprement parler :
- les dysfonctionnements de l'enquête initiale (plusieurs éléments à charge contre Bernard Laroche étant soit fragilisés, soit annulés pour des raisons de procédure, le juge d'instruction aurait, selon certains, délaissé la « piste Laroche » et reporté par opportunisme ses soupçons sur Christine Villemin, espérant ainsi effacer les erreurs du début d'enquête) ;
- la rivalité police/gendarmerie (les gendarmes initialement chargés de l'enquête ayant privilégié la « piste Laroche », les policiers du SRPJ de Nancy auraient à leur tour privilégié une autre piste, afin de prendre le contrepied de l'enquête des gendarmes) ;
- l'intérêt des médias, compris au sens commercial du terme, lequel aurait conduit nombre d'entre eux à privilégier la piste de la culpabilité de Christine Villemin (la thèse de l'infanticide, avec le mystère lié au mobile qui l'accompagne, étant censée mobiliser l'attention du public et susciter les ventes de papier bien davantage que la piste d'une jalousie familiale).

L'emballement médiatique sans nuance concernant la culpabilité de Christine Villemin atteint probablement son paroxysme lors de la publication de l'article précité de l'écrivaine célèbre Marguerite Duras. Ce texte donne lieu à une véritable polémique en raison de son retentissement au sein de l'opinion publique, avec certains commentaires dénotant que son « style comme son contenu apparaissa[ie]nt en totale déconnexion avec la réalité ». Cet emballement médiatique semble avoir le plus contribué à l'aveuglement d'une partie de l'opinion publique, de la presse, voire de certains enquêteurs eux-mêmes.
Reçus en 1994 par Jean-Marie Cavada sur le plateau de l'émission La Marche du siècle, très suivie à l'époque, les parents de Grégory Villemin déploreront la faible médiatisation de l'arrêt innocentant Christine Villemin, à l'opposé de la médiatisation extrême qui avait marqué sa mise en accusation huit ans plus tôt.

## Le dépaysement de l'affaire
Le 17 mars 1987, la Cour de cassation annule l'arrêt de renvoi du 9 décembre 1986, en raison de diverses violations des règles de procédure commises au cours de l'instruction conduite par le juge Jean-Michel Lambert. Cette décision fait concrètement disparaître plusieurs centaines de pages du dossier d'enquête initial. Par la même décision, la Cour de cassation décide également de confier le dossier à la cour d'appel de Dijon. Celle-ci ordonne un supplément d'information. Il est d'abord mené par le magistrat Maurice Simon, président de la chambre d'accusation, jusqu'au 28 janvier 1990, date à laquelle il tombe dans le coma, victime d'un infarctus, et souffre d'amnésie à son réveil, ce qui le contraint à abandonner l'affaire. Son successeur, Jean-Paul Martin, continue le supplément d'information jusqu'en septembre 1992.
C'est à la suite des insuffisances de l'investigation criminelle de la gendarmerie lors de cette affaire que les pouvoirs publics décident la création de la section technique d'investigation criminelle (STIC), futur Institut de recherche criminelle de la Gendarmerie nationale.
Jean-Marie Villemin est libéré le 24 décembre 1987, après cinq demandes de mise en liberté et trente-trois mois de détention. Placé sous contrôle judiciaire, il est alors assigné à résidence dans l'Essonne, où le couple s'installe. Ils résident à Étampes avec leur fils Julien, Christine travaillant à mi-temps, Jean-Marie à plein temps dans l'immobilier. Le couple se réfugie depuis dans le silence, s'exprimant par l'intermédiaire de ses avocats à chaque rebondissement de l'affaire.

### 1988: non-lieu pour Murielle Bolle
La procédure engagée en 1985 par les parents de Grégory contre Murielle Bolle débouche sur une ordonnance de non-lieu le 25 avril 1988, confirmée le 11 octobre suivant, la cour d'appel de Dijon jugeant qu'il est « en l'état impossible » d'inculper la jeune femme, en relevant qu'une « intention criminelle » semblait exclue.
Les 21 et 22 septembre 1992, la chambre d'accusation de la cour d'appel de Dijon se prononce sur la culpabilité de Christine Villemin et rend sa décision en février 1993.

### 1993: non-lieu pour Christine Villemin
Le 3 février 1993, Christine Villemin bénéficie d'un non-lieu, décision prise par la cour d'appel de Dijon, qui « dit et juge qu'en l'état il n'y a pas de charges contre elle d'avoir assassiné son fils ».
Habituellement, un non-lieu est rendu pour insuffisance de charges. Au cas d'espèce, le non-lieu prononcé pour absence de charges est sans précédent dans l'histoire judiciaire française. Pour son avocat, dont les propos seront repris par de nombreux journalistes,,,, ce non-lieu constitue une « réhabilitation judiciaire totale » de Christine Villemin, la justice reconnaissant par la formulation choisie que les accusations portées à son encontre étaient dépourvues d'éléments de preuve.
L'arrêt de quatre-vingt-treize pages rendu par la cour d'appel de Dijon expose que « l'enquête a été rendue difficile par les insuffisances des investigations initiales, les multiples erreurs de procédure, la rivalité entre la police et la gendarmerie, les querelles des spécialistes, la médiatisation extrême de ce drame mystérieux ». La cour ne manque pas d'évoquer « des charges très sérieuses » contre Laroche pour l'enlèvement de l'enfant, mais indique qu'il « est impossible d'affirmer que Grégory a été tué par Bernard Laroche ». Cette dernière précision alimentera, plus tard, la thèse d'un crime commis par plusieurs personnes.

#### Procès de Jean-Marie Villemin
En novembre 1993, Jean-Marie Villemin est jugé à Dijon, où l'affaire a été dépaysée, pour l'assassinat de Bernard Laroche. Après six semaines d'audience, il est condamné à cinq ans de prison dont un avec sursis. Cette peine apparaît particulièrement légère au regard de la peine maximale encourue pour un assassinat (la réclusion criminelle à perpétuité). La peine prononcée étant couverte par la détention préventive, il est libéré deux semaines après l’annonce du verdict.
Selon ses défenseurs, ce verdict apparaît avant tout comme un verdict de clémence, met clairement en avant les dysfonctionnements exceptionnels de l'instruction conduite par le juge Jean-Michel Lambert et validerait de manière implicite la participation de Bernard Laroche au meurtre de Grégory Villemin. À l'opposé, d'après les avocats de la partie civile (défense de la famille Laroche), le procès d'assises de Jean-Marie Villemin aurait fortement fragilisé les éléments du dossier au moyen desquels les magistrats instructeurs avaient finalement réactivé la « piste Laroche ».
Lors du procès, l'instruction de Jean-Michel Lambert est vivement critiquée par l'avocat général Jacques Kohn. À en croire Paul Prompt, avocat de Bernard puis de Marie-Ange Laroche, « c'est sur le juge d'instruction seul que la colère publique s'est abattue : celle de l'avocat général, celle du président Ruyssen, celle des journalistes, celle de l'opinion. Pour une certaine hiérarchie judiciaire, comme pour le pouvoir politique de l'époque, focaliser l'attention sur le seul juge Lambert a permis d'atténuer l'échec de l'institution dans cette affaire ». C'était oublier opportunément le rôle joué en la circonstance par le journaliste de RTL Jean-Michel Bezzina, le commissaire Jacques Corazzi (du SRPJ de Nancy) et le second avocat de Laroche (et donc collègue de Paul Prompt) Gérard Welzer, lesquels, agissant de concert, n'avaient pas eu trop de peine à persuader un juge d'instruction décrit par les observateurs comme influençable et pusillanime d'inculper Christine Villemin.

## Les réouvertures de l'enquête
Les parents de Grégory demandent, le 25 novembre 1999, par l'intermédiaire de leur avocat Me Thierry Moser, la réouverture de l'enquête afin de procéder à des analyses ADN. Le 2 décembre, Me Paul Lombard, défenseur des grands-parents paternels de l'enfant, s'associe à cette démarche.

### 2000-2001: analyses ADN et arrêt de non-lieu
Le 19 avril 2000, le procureur de la République de Dijon, Hélène Magliano ordonne la réouverture de l'enquête. La chambre d'accusation suit les conclusions du procureur général et se réunit le 17 mai afin d'étudier le dossier. L'espoir de connaître la vérité est relancé par l'analyse de l'ADN présent sur un demi-timbre de 2,6 cm sur 1,1 cm qui aurait pu conserver la salive du « corbeau » sur la lettre postée le 27 avril 1983 et adressée aux grands-parents à leur domicile de Bruyères (la lettre de revendication du corbeau du 16 octobre 1984 ne peut être analysée, comme l'avait souhaité au départ la procureur de la République de Dijon). Le 14 juin 2000, la chambre d'accusation de la cour d'appel de Dijon rend son arrêt, autorisant la réouverture de l'enquête. Durant l'été 2000, les experts du laboratoire en biologie moléculaire du CHU de Nantes examinent donc le demi-timbre. Ces analyses n'aboutissent pas, le mélange d'ADN se révélant inexploitable, après la comparaison de ces traces avec les prélèvements des 280 personnes inscrites dans le dossier. Le 17 octobre, le rapport scientifique, ordonné en juin, explique que les traces d'ADN « ne sont pas interprétables », « probablement en raison des diverses manipulations de l'enveloppe depuis 1983 et/ou aux conditions de conservation des scellés ». Les conclusions sont énoncées par Me Thierry Moser, avocat des parents, et Me Joël Lagrange, avocat des grands-parents. Le 11 avril 2001, la chambre d'accusation de la cour d’appel de Dijon, estimant qu'« il n'y a pas lieu de poursuivre quiconque », clôt par un arrêt de non-lieu l’instruction de l’affaire Grégory, ce qui fixe la prescription au 11 avril 2011.

### 2002-2004: condamnations de l'État
En mai 2002, la cour d'appel de Versailles condamne l'État à verser 30 489,80 € de dommages-intérêts à Marie-Ange Laroche et 15 244,90 € à Murielle Bolle, en réparation d'une « inaptitude à remplir sa mission » et souligne un « manque total dans la maîtrise et dans la conduite de l'enquête et de l'instruction ». Ces critiques s'étendent au supplément d'instruction mené à partir de 1987.
Cette condamnation fait suite à une jurisprudence de 1998. Avant cette date, l'État n'était que très difficilement condamné pour ses défaillances en matière de protection préventive des personnes (protection relevant de la police administrative). Les consorts Bolle-Laroche saisissent le Tribunal des conflits, qui rend un arrêt le 19 octobre 1998. La veuve de Bernard Laroche peut alors demander une réparation à l'État du fait de l'absence de protection dont a pâti son conjoint.
L'État est à nouveau condamné par décision de la cour d’appel de Paris, le 28 juin 2004, à verser 35 000 € d'indemnités pour « faute lourde » à chacun des époux Villemin. Leurs avocats n'ont fait appel que pour le volet concernant l’Agent judiciaire du Trésor public et ont abandonné leurs poursuites contre Jean-Michel Lambert après avoir été déboutés sur ce point le 20 novembre 2002 par le Tribunal de grande instance de Paris.
Jean-Marie Villemin, qui n'a jamais contesté être l'assassin de Bernard Laroche, dépose une requête en réhabilitation en avril 2005. Le parquet ne fait pas opposition, mais en 2007 la chambre de l'instruction de la cour d'appel de Paris rejette la demande de l'intéressé, qui ne se pourvoit pas en cassation,. Il bénéficie de la réhabilitation légale le 31 décembre 2008, conformément aux dispositions du Code pénal.

### 2008: réouverture de l'enquête
Le 25 octobre 2006, les avocats de Murielle Bolle demandent la réouverture de l'enquête. Le procureur de la République de Dijon, Hélène Magliano, estimant qu'« il n'y a pas de charge nouvelle pour cette réouverture », rejette la demande le 9 janvier 2007.
Le 9 juillet 2008, à la demande des parents de l'enfant, le procureur général de la cour d'appel de Dijon annonce qu'il requiert la réouverture de l'instruction judiciaire concernant l'assassinat du garçonnet pour procéder à de nouveaux tests sur l'ADN, jugé inexploitable en 2000, et qui aurait pu être laissé par le « corbeau » sur un timbre. Le 3 décembre 2008, la cour d'appel de Dijon ordonne la réouverture de l'enquête.

### 2009: nouvelles analyses ADN
Le 22 octobre 2009, l'expertise réalisée par le laboratoire lyonnais Biomnis (ex-Mérieux), a révélé la présence de deux ADN différents sur le courrier adressé par « le corbeau » à Albert Villemin, le grand-père de Grégory, en juillet 1985, soit neuf mois après la découverte du corps, qui sont celles d'un homme et d'une femme et ne sont pas celles des parents de Grégory. Le dossier va être rouvert, et les protagonistes de l'affaire de nouveau entendus.
Le 2 novembre 2009, invitée dans l'émission Les Grandes gueules sur la radio RMC, Marie-Ange Laroche affirme qu'elle ne s'opposera pas à l'exhumation du corps de son mari Bernard Laroche à des fins d'analyse ADN, si cela se révélait nécessaire.
Les analyses ADN faites sur la lettre du corbeau envoyée aux Villemin ne donnent pas de résultat. En effet, les traces identifiées ne correspondent à aucun des cent cinquante protagonistes de l'affaire.
Le laboratoire chargé de ces expertises concluait uniquement qu'aucun des profils établis dans le cadre de la présente mission ne ressortait des mélanges présents sur les cordelettes, sur les vêtements et sur les enveloppes, en l'absence de corrélation évidente entre les profils de l'ensemble des personnes étudiées avec les mélanges présents sur les scellés, absence de corrélation imputée à une insuffisance de matériel biologique sur les scellés examinés, une perte de matériel biologique sur les vêtements et cordelettes ayant séjourné dans l'eau et la contamination des scellés, excessivement manipulés par des tiers. Ces scellés n'étaient donc pas exploitables.

### 2010: nouvelles investigations
La police scientifique décide d'analyser plus minutieusement les appels téléphoniques passés à la famille. Les époux Villemin demandent cependant une nouvelle analyse ADN, demande reportée plusieurs fois par la justice,.
Le 20 octobre 2010, Jean-Marie Beney, le procureur général de la cour d'appel de Dijon, ordonne que la justice rouvre l'enquête pour « l'analyse du cheveu retrouvé sur le pantalon du petit Grégory », « l'analyse du cœur des cordelettes » ayant servi à l'attacher, « la comparaison des enregistrements des voix du corbeau et les voix des différents protagonistes de l'affaire », « la recherche des traces digitales sur les parties collantes des enveloppes » et « la recherche des traces de foulage sur la lettre de revendication du crime ».

### 2012-2013: nouvelles analyses ADN et autres expertises
Le 16 janvier 2012, le procureur général Jean-Marie Beney annonce qu'« il n'a pas été possible d'extraire d'ADN du nœud des cordelettes ». Le cheveu a quant à lui révélé un génome mitochondrial qui n'a pu être mis en relation avec personne.
Me Thierry Moser, avocat des époux Villemin, déclare à la presse, le 1er septembre 2012, que l'expertise de la voix du corbeau, conservée sur des cassettes audio aujourd'hui numérisées, sera désormais possible : « Les gendarmes de l'IRCGN, après consultation des techniciens, ont répondu que l'expertise peut être tentée malgré les difficultés de faisabilité », la nouvelle enquête consistant à comparer la voix du corbeau avec les enregistrements réalisés par des journalistes lors de reportages.
Le Parisien révèle le 16 avril 2013 que les profils ADN de dix personnes auraient été isolés sur les cordelettes ayant servi à entraver le petit Grégory Villemin. Il resterait maintenant à identifier ces profils en les comparant aux prélèvements génétiques réalisés au cours de l’enquête ainsi qu’au fichier des empreintes génétiques. Une source judiciaire appelle cependant à la prudence : « Durant toutes ces années, ces scellés ont été souvent manipulés. Les traces ADN appartiennent peut-être à un magistrat ou à un enquêteur… ».
Le 24 avril 2013, le procureur général de la cour d'appel de Dijon, Jean-Marie Beney, annonce que les nouvelles expertises ADN menées sur les vêtements et les cordelettes de Grégory Villemin ne permettent d’identifier l’ADN d'aucun des protagonistes de l’affaire. De même, si l’analyse des enregistrements audio révèle bien les voix d’un homme et d’une femme, elle ne permet pas d’identifier une personne précise. Le procureur ajoute qu'il y a « toujours un espoir dans la mesure où le dossier n'est pas fermé. Mais, d'un point de vue scientifique, l'espoir s'éloigne ».
L’innocence de Bernard Laroche sort réaffirmée de ces expertises pour l'avocat de sa famille. Selon Me Thierry Moser, l'un des avocats des parents de la victime, « les chances de parvenir à la manifestation de la vérité s'éloignent. Pour autant, le combat judiciaire est loin d'être terminé », car « il reste encore des pistes à creuser et des investigations à réaliser ». Selon Me Marie-Christine Chastant-Morand, « tout espoir scientifique n'est pas perdu » et elle ajoute qu'il « n'est pas dit que, parce qu'on n'a pas pu comparer les quatre ADN trouvés sur les vêtements à ceux de toutes les personnes qui ont été prélevées, ça les innocente ou ça les disculpe totalement ». Selon elle, « Christine et Jean-Marie Villemin ont aidé Grégory à s'habiller, la nourrice l'a aussi aidé. Donc on aurait dû retrouver leurs ADN sur les vêtements de Grégory », ce qui ne semble pas être le cas. « Par conséquent, si les ADN de ceux qui ont touché les vêtements n'ont pas été trouvés, l'ADN de l'assassin a pu aussi ne pas être trouvé », conclut Me Chastant-Morand.

### 2017: nouvelles mises en examen et suicide du juge Lambert
L'utilisation par la Gendarmerie nationale du logiciel Anacrim, fondé sur le logiciel Analyst's Notebook (ANB1), pour l'analyse criminelle des données de l'affaire ainsi que l'expertise graphologique de 47 pages de Christine Navarro, une ancienne gendarme devenue experte judiciaire, permet à la justice d'émettre une nouvelle hypothèse inédite pour tenter de confondre le ou les corbeaux de la Vologne. Les mises en examen de 2017 suivent également la remise du journal intime du juge Maurice Simon à la justice par son fils, en 2016. Dans les notes portant sur l'affaire et écrites entre 1987 et 1990, le juge Simon émet en effet l'hypothèse de l'implication des époux Jacob et des époux Ginette et Michel Villemin dans le meurtre de Grégory : « L'assassin était à Aumontzey dans le triangle A (Bernard Laroche et son entourage) B (Michel Villemin et sa femme) C (Marcel Jacob et sa femme) ». Le Journal du Dimanche écrit que, parmi les témoignages sur lesquels s'appuie le rapport des experts du département sciences de l'analyse criminelle de la gendarmerie, figure celui de Claude Colin, l'amant de Marcelle Claudon, une fermière de Lépanges, ancien gendarme devenu contrôleur de bus à la Société de transports automobiles des Hautes Vosges, qui a certifié avoir vu « un homme assez corpulent » et « une femme aux cheveux roux » s'approcher en voiture de chez les Villemin l'après-midi du crime. Seulement à l'époque pour cacher sa présence, Marcelle Claudon a convaincu son mari et deux autres riverains d'arranger la vérité et ce mensonge a fait partir toute l'enquête sur des bases erronées et ses déclarations étaient trop contradictoires pour être fiables lors du procès de Jean-Marie Villemin. « Il retire plusieurs éléments contenus dans ses déclarations antérieures, comme les horaires, lorsqu'il a croisé la voiture (entre 16 h 55 et 17 h 05 ?), l'âge du conducteur (trente ans ?), ses allusions directes à Laroche et Murielle Bolle, la couleur de la voiture qui n'est plus ni verte, ni gris-vert, ni sombre ».

#### Premières gardes à vue depuis 1985
Le 14 juin 2017, plus de trente deux ans après les faits, trois personnes en lien avec cette affaire sont mises en garde à vue dans ce que la presse présente comme un « rebondissement spectaculaire », et deux autres sont entendues comme témoins, leur âge avancé et leur état de santé étant incompatibles avec le régime de la garde à vue,.
Les gardés à vue sont le grand-oncle et la grand-tante paternels de Grégory Villemin, Marcel Jacob et son épouse Jacqueline, née Thuriot, âgés respectivement de soixante-treize et soixante-douze ans, ainsi que Ginette Villemin, née Leconte, épouse de l'oncle de Grégory à l'époque des faits, Michel Villemin (ils avaient divorcé dans les années 1990), mort en 2010. Il s'agit des premières gardes à vue dans l'affaire depuis 1985.
Les personnes entendues comme témoins sont Albert (quatre-vingt-six ans) et Monique Villemin (quatre-vingt-cinq ans), les grands-parents paternels de Grégory.
Les gardés à vue sont transférés à Dijon. Les qualifications pour lesquelles les personnes arrêtées, citées dans les enquêtes, ont été placées en garde à vue sont les suivantes : « complicité d’assassinat, non-dénonciation de crime, non-assistance à personne en danger et abstention volontaire d’empêcher un crime ».
Murielle Bolle a également été convoquée à la gendarmerie de Bruyères et en est ressortie libre après avoir fourni aux gendarmes un prélèvement ADN.
Le lendemain, 15 juin 2017, durant la garde à vue, le procureur général près la cour d'appel de Dijon, Jean-Jacques Bosc, fait le point sur l'avancée de l'enquête dans une conférence de presse. Il déclare « les expertises de deux lettres de menaces de 1984 et de 1989 se sont révélées confondantes à l'égard de Jacqueline Jacob, née Thuriot, la grand-tante de Grégory, et de Monique Villemin, née Jacob, belle-sœur de Jacqueline et grand-mère de Grégory » mais, concernant les trois gardés à vue, ils « invoquent le droit au silence ». Leur garde à vue a été prolongée de 24 heures. Le procureur général a expliqué qu'« à ce stade, les investigations corroborées par l'analyse criminelle de la gendarmerie montrent que plusieurs personnes ont concouru à la réalisation du crime », que les conclusions d'une nouvelle expertise en écriture sur une lettre de 1983 sont « confondantes » pour Jacqueline Jacob, née Thuriot, grand-tante paternelle par alliance de Grégory, et que son emploi du temps le jour de l’assassinat, ainsi que celui de son époux, grand-oncle paternel de Grégory, Marcel Jacob, n’a jamais pu être établi avec certitude. La lettre en question est une lettre rédigée en écriture cursive et datée du 17 mai 1983,. Précisant un dernier élément : « Dans les jours précédant le passage à l'acte, des repérages et des surveillances ont été réalisés. Opérés par un homme avec une moustache, quelquefois accompagné d'une femme. L'enquête s'oriente vers la vérification des emplois du temps de tous les protagonistes de l'affaire ».

#### Monique Villemin
Monique Villemin, née Jacob, la grand-mère paternelle du petit garçon, est un personnage-clé de l'affaire. L'expertise en écriture d'une lettre de menaces anonyme adressée au juge Simon, magistrat chargé de l'affaire en 1989, lui attribue ce courrier. Elle avait déjà été suspectée à ce sujet en 2017, mais avait échappé à une mise en examen grâce au délai de prescription. Elle avait alors reconnu avoir écrit cette lettre avant de se rétracter.
Le 22 avril 2018, Le Journal du dimanche signale un nouveau rebondissement dans l'affaire : l'expert Christine Navarro, qui emploie, il est vrai, le conditionnel, désigne Monique Villemin comme l'auteur probable de trois lettres anonymes envoyées dans les années 1980. Elle lui impute notamment une longue lettre de six pages envoyée au juge Lambert le 6 août 1985 et postée depuis la commune de Villeneuve-sur-Lot (Lot-et-Garonne). Son auteur, qui dit s'appeler Corinne, se présente comme une amie de Murielle Bolle mais n'a jamais pu être identifiée. Dans une orthographe approximative, l'intéressée accuse Murielle de s'être bien trouvée dans la voiture de Bernard Laroche avec Sébastien, le fils de ce dernier, et Grégory le jour de la disparition de celui-ci. « Corinne » déclare ne plus pouvoir garder le silence et tente d'orienter vers Bernard Laroche les recherches du juge, qui avait inculpé Christine Villemin un mois auparavant,,.
La doyenne de la famille Villemin meurt le 19 avril 2020 dans un établissement d'hébergement pour personnes âgées dépendantes (EHPAD), à Baccarat, en Meurthe-et-Moselle, lors de la pandémie de Covid-19 en France. Sa mort pouvant selon l’un des avocats de Jacqueline et Marcel Jacob être « un verrou qui saute et qui libère la parole de plusieurs membres de la famille ». « Est-ce qu’Albert sait certaines choses et aurait été empêché par Monique de dire ce qu’il sait ? C’est une supposition, une hypothèse, et est-ce que le décès va changer quelque chose ? Je n’en sais strictement rien » dit Me Moser.

#### Marcel et Jacqueline Jacob
Le 16 juin 2017, le grand-oncle et la grand-tante paternels de Grégory, Marcel Jacob (frère cadet de Monique Villemin) et Jacqueline Jacob (née Burvelle ou Burvel, du nom du premier mari de sa mère, Claire Gérard - ce qui n'exclut pas une filiation adultérine), adoptée par Raymond Thuriot, son second mari, sont mis en examen pour enlèvement et séquestration suivie de mort, et placés en détention provisoire,. Dans la conférence de presse qu'il donne à ce sujet, le procureur général explique qu'il y avait un couple de corbeaux et que, d'après les expertises d'écriture, certaines des lettres anonymes (Q1, Q2 et peut-être Q3) auraient été rédigées par Jacqueline Jacob. Le terme « le chef » figurant dans la lettre de revendication aurait, quant à lui, été employé en 1982 par Marcel Jacob, ancien délégué du personnel et syndicaliste CGT de la filature Walter (BSF) à Aumontzey, lors d'une altercation avec Jean-Marie Villemin, au cours de laquelle il aurait apostrophé son neveu en ces termes : « Je ne serre pas la main à un chef. »
Gary Lagardette, avocat de Jacqueline Jacob, dit que sa cliente « est fatiguée et usée par 48 heures de garde à vue et de pressions » et invoque « le droit fondamental de se taire, protégé par la Cour européenne des droits de l'homme », droit qui « doit être strictement appliqué pour éviter tout dérapage ». Stéphane Giuranna, l'avocat de Marcel Jacob, déclare : « On ne sait pas comment est mort Grégory et on met en examen », il est « criminel de jeter en pâture le nom d'un couple » lorsque l'on n'a « aucun élément matériel, rien ». « En vingt ans d'exercice professionnel, je n'ai jamais vu ça de ma vie. Je pense qu'il y a un piège et qu'ils vont nous sortir de nouveaux éléments lundi. Je ne comprends pas ». L'avocat se propose de demander rapidement « la nullité de la mise en examen » de son client, lequel, de son côté, se serait « contenté d'affirmer qu'il ne se rappelait de rien ».
Selon les informations recueillies par le Figaro, les gendarmes s'intéressent à l'intimité du couple Marcel et Jacqueline Jacob, car ils se sont quelque temps séparés, mais l'épouse, femme énergique, autoritaire et volontaire en dépit des apparences, est revenue vivre auprès de son mari, confiant à des témoins : « Je n'ai pas le choix, il me tient. »
De son côté, Valérie, leur fille unique, rapporte que son père espionnait avec des jumelles la maison, située en contrebas, d'Albert et Monique Villemin. Elle dresse par ailleurs un portrait « sulfureux » de ses parents, notamment de sa mère, « dominante », dont elle a longtemps ignoré l'état civil d'enfant adoptée, et informe les enquêteurs que le jour de la mort de Grégory, son père lui a téléphoné à plusieurs reprises pour avoir des nouvelles de l'affaire.
Jacqueline et Marcel Jacob sont remis en liberté et placés sous contrôle judiciaire contre l'avis du parquet général, qui avait requis leur maintien en détention,,.
Le 1er octobre 2017, Le Journal du dimanche publie les résultats d'une nouvelle expertise en écriture, qui désigne de nouveau Jacqueline Jacob, les deux courriers de mars et d'avril 1983, présentant « de nombreuses similitudes et surtout aucune différence significative dans leurs caractéristiques graphiques avec celle de la main de Mme Jacqueline Thuriot épouse Jacob ».
Le 27 octobre, la chambre de l'instruction de Dijon refuse d'assouplir le strict contrôle judiciaire de Marcel et Jacqueline Jacob, mis en examen en juin pour l'enlèvement et la séquestration suivis de la mort de leur petit-neveu Grégory en 1984. Brièvement écroués en juin, ils avaient été remis en liberté, avec l'obligation de résider séparément et loin de leur domicile vosgien,.
Le 17 novembre, devant la juge d'instruction, Jacqueline Jacob, mise en examen en juin avec son époux pour l'enlèvement et la séquestration suivis de la mort de son petit-neveu Grégory en 1984, défend un « alibi inattaquable » selon ses avocats.
Le 20 décembre 2017, Marcel Jacob, mis en examen avec son épouse pour le rapt mortel de leur petit-neveu Grégory en 1984, est autorisé à rentrer chez lui un mois après son épouse Jacqueline.

#### Murielle Bolle
En même temps que cette nouvelle hypothèse inédite pour tenter de confondre le ou les corbeaux de la Vologne, une nouvelle piste est relancée vers Murielle Bolle par un faux aveu signé en son nom,.

##### La fausse piste du registre de l'église de Lépanges
Fin mai 2017, la responsable du catéchisme remarque un mot étrange sur le registre situé à l'entrée de l'église de Lépanges dont le texte n'est constitué que d'une phrase : « C’est bien Bernard L. qui a tué Grégory, j’étais avec lui » et qui est signé : « Murielle Bolle, 13 mai 2008 » alors que le cahier n'est en place dans l'église que depuis quelques mois, l'inscription de la page précédente étant bien datée de 2016. Un expert en analyse génétique, saisi par la présidente de la chambre de l'instruction de Dijon, retrouve l'empreinte génétique de Murielle Bolle parmi les six ADN découverts près de la reliure du registre, avant que ce résultat ne soit infirmé mi-juin grâce au nouveau prélèvement de la belle-sœur de Bernard Laroche,.
Se fondant sur les déclarations, prises au sérieux, d'un cousin germain de Murielle Bolle, le 17 juin 2017 devant les gendarmes, puis le 27 juin, face à la présidente de la chambre de l'instruction de Dijon Claire Barbier, qui parle d'une réunion de famille improvisée durant laquelle Murielle Bolle, alors âgée de quinze ans, aurait été violentée, insultée et menacée par sa sœur Marie-Ange, son père Lucien et sa mère Jeanine,,. Cette version est démentie par la suite par la famille de Murielle Bolle,.

###### Seconde garde à vue de Murielle Bolle (le 28 juin 2017)
Murielle Bolle est interpellée à son domicile le 28 juin 2017 et placée en garde à vue pour « complicité d’assassinat » et « non-dénonciation de crime » sur le reliquat de sa précédente garde à vue des 2 et 3 novembre 1984, soit vingt-cinq heures maximum,,. Le lendemain, elle est mise en examen par la présidente de la chambre de l'instruction de Dijon pour « enlèvement de mineur de 15 ans suivi de mort » et incarcérée à titre conservatoire. Le rapport de gendarmerie indique que les éléments du dossier « viennent renforcer l'hypothèse selon laquelle Murielle savait à l'avance que Bernard Laroche viendrait la récupérer à la sortie du collège (le jour du crime). Elle minimise sa participation, pourtant elle a vraisemblablement eu connaissance, même de façon partielle, des intentions de son beau-frère. Elle a donc potentiellement participé à la préparation du crime », voire rédigé la lettre de revendication du 17 octobre (Q4) — qui, selon le dernier expert saisi, Mme Navarro, ne serait ni de la main de Jacqueline Jacob, ni de celle de Bernard Laroche —, sans qu'on puisse connaître ses motivations personnelles dans son éventuelle participation.
Maintenue en détention et à l’isolement pour sa propre protection, Murielle Bolle commence le 6 juillet une grève de la faim pour faire valoir son innocence, protester contre son placement en détention et surtout réclamer une confrontation avec son cousin accusateur. Elle cesse sa grève de la faim le 10 juillet. Claire Barbier organise le 28 juillet une confrontation entre Murielle et ce cousin, Patrick F., qui assure qu'elle a été violemment molestée par sa famille la veille de sa rétractation du 6 novembre 1984 ; de son côté, Murielle conteste cette version. Marie-Thérèse Lamboley, l'une des sœurs de Murielle, expliquera par la suite ne pas comprendre ce témoignage tardif, alors qu'« il n'était pas là ce jour-là » et que « les seuls cris que les voisins ont pu entendre, ce sont les journalistes qui avaient envahi la cour de chez mes parents, car ils ont pris des cailloux sur leurs tronches… », alors que Murielle était chez elle,. La confrontation laisse planer un doute sur la véracité des déclarations du cousin, qui évoque la présence sur les lieux de Paul Prompt, alors que ce dernier indique, dans le livre qu'il a publié sur l'affaire, être arrivé à Épinal le 8 novembre, et que sa veuve assure que son époux ne se trouvait pas dans les Vosges le 5 novembre 1984, ce que confirme le permis de communiquer daté du 6 novembre 1984 de son confrère Gérard Welzer. Il y a une autre incohérence majeure dans son témoignage lorsqu'il affirme qu'une équipe de télévision était présente lors de la « rouste » et a interviewé Murielle Bolle après qu'elle a été malmenée par sa famille. Or aucune interview de Murielle Bolle n'a été diffusée le 5 ni le 6 novembre. Après avoir dessiné un plan convenable de la maison, malgré quelques inexactitudes, le cousin admet devant la juge qui ne s'en laisse pas conter ne plus se souvenir « du jour, le 5 ou le 6 » novembre 1984, mais persiste et lui dit : « Pensez-vous que je serais assez fou pour inventer une telle connerie si je n'étais pas certain qu'il était là, cet homme ? Il a empêché un lynchage ». Tout en admettant des erreurs dans ses propos du fait de l'arrestation médiatisée de Jacqueline et Marcel Jacob, il se défend de vouloir faire le « buzz » et d'être un « mythomane ».
Le 10 juillet, Marie-Ange Laroche adresse une lettre au président de la République Emmanuel Macron pour « dénoncer », selon elle, « les dérives de l'enquête ».
Le 4 août, Murielle Bolle est remise en liberté sous contrôle judiciaire.
Dans un entretien téléphonique entre Jacqueline Golbain-Tailbuis, l'infirmière qui faisait des injections d'insuline à Jeanine Bolle, la mère diabétique de Murielle, et Jean-Marie Villemin, entretien que ce dernier a eu soin d'enregistrer, l'infirmière, morte depuis, révélait les confidences que Murielle lui avait faites sur la tombe de sa mère : elle était bien avec Bernard Laroche le jour de la mort de Grégory, mais s'était rétractée parce qu'elle avait « reçu des roustes ». Dans son livre paru en 2018, Gérard Welzer, l'avocat des Laroche, signale que si l'instruction du juge rapporte bien quatre auditions de l'infirmière, aucun procès-verbal n'évoque la scène du cimetière. L'intéressée déclarait d'ailleurs que « Muriel était si fragile qu'on pouvait lui faire dire n'importe quoi » et évoque une conversation lors de l'enterrement de Laroche où l'adolescente aurait simplement répondu : « Je n'ai rien fait. Je n'ai rien vu ».
Le 1er décembre 2017, les avocats de Murielle Bolle déposent une requête visant à faire annuler sa mise en examen pour « enlèvement, séquestration suivie de mort », assortie d'une question prioritaire de constitutionnalité (QPC) touchant aux conditions de sa garde à vue en 1984. La demande de nullité vise notamment l'absence d'indices graves et concordants qui font qu'à leur avis, il n'y avait pas lieu de la mettre en examen le 29 juin,.

#### Suicide du juge Lambert
Le 11 juillet 2017, Jean-Michel Lambert est retrouvé mort à son domicile, avec un sac plastique sur la tête noué à l'aide d'une cravate,. L'hypothèse d'un suicide est accréditée par la publication, une semaine plus tard, d'une lettre de trois pages adressée par l'ancien magistrat à un journaliste de L'Est républicain et dans laquelle il évoque les derniers développements de l'affaire du petit Grégory, n'hésitant pas à écrire :

« […] Ce énième « rebondissement » est infâme. Il repose sur une construction intellectuelle fondée en partie sur un logiciel [allusion à l'utilisation du logiciel ANACRIM]. La machine à broyer s'est mise en marche pour détruire ou abîmer la vie de plusieurs innocents, pour répondre au désir de revanche de quelques esprits blessés dans leur orgueil ou dans l'honneur de leur corps. Certains de mes confrères ont emboîté le pas avec une mauvaise foi abominable. […] Car, dès novembre 1984, j'ai pu démontrer que si Murielle Bolle n'était pas dans le car de ramassage scolaire, ce n'était pas le mardi 16 octobre mais le mardi 23 octobre, semaine où elle est rentrée chez elle à cause de la grippe. Les preuves sont au dossier (registre du collège et surtout témoignage du chauffeur de car, Monsieur Galmiche, que j'ai piégé après la remise d'un certificat médical, je crois par la mère de Murielle Bolle, et les auditions d'autres collégiennes qui avaient parfois des repères précis mais qui se sont pourtant trompées d’une semaine). […] »

— Jean-Michel Lambert
Déclarant ne plus avoir la force de se battre, il proclame une nouvelle et dernière fois ses certitudes quant à l'innocence de Bernard Laroche et laisse entendre qu'à ses yeux, la coupable demeure Christine Villemin.

Le hasard fait qu'il se donne la mort le jour même où BFM TV divulgue quelques passages le concernant des carnets intimes du juge Maurice Simon, lequel écrivait à son sujet sans grande indulgence : 

« On reste confondu devant les carences, les irrégularités, les fautes, les dissimulations de preuves ou le désordre intellectuel et peut-être simplement matériel du juge Lambert, je suis en présence de l'erreur judiciaire dans toute son horreur, celle qui peut conduire un innocent ou une innocente à la plus épouvantable condamnation. L'erreur judiciaire, cela existe. Je le sais maintenant. »

— Maurice Simon, 14 septembre 1988
Une décision de la cour d'appel de Dijon souligne, elle, des irrégularités graves de la part du juge Simon, qui a artificiellement réintégré dans le dossier des pièces annulées précédemment.

#### Nouvelles lettres anonymes
Le 5 décembre 2017, France Inter révèle le contenu d'une lettre anonyme reçue le 11 août 2017 par Jean-Jacques Bosc, le procureur général auprès de la cour d'appel de Dijon. Celle-ci fait référence à des éléments précis de l'enquête, comme le rôle joué par un journaliste après les déclarations de Murielle Bolle en 1984. Ce nouveau « corbeau » menace également de mort le magistrat, qui verse le courrier au dossier. On apprend en outre que plusieurs autres messages ont été adressés au procureur depuis la réouverture de l'enquête en juin 2017, mais qu'il s'agit là de la première lettre de menaces. Elle a été tracée au normographe ; on n'indique pas d'où elle a été postée. Les analyses dont elle a fait l'objet ont révélé la présence d'un ADN masculin isolé et de 13 mélanges d'ADN masculin et féminin, mais ceux-ci ne correspondent à aucun des très nombreux profils génétiques déjà recueillis dans l'affaire.
Le 26 février 2018, huit mois après la relance de l'affaire Grégory, une enquête préliminaire est ouverte pour « menaces de mort sur magistrat ». En effet, Jean-Jacques Bosc a reçu au début de janvier 2018 une autre lettre anonyme rédigée, elle aussi, au moyen d’un normographe et présentant des similitudes avec celle qui lui était parvenue en août 2017.

#### Nouvelles expertises inédites en France
La juge Claire Barbier fait appel à la société suisse OrphAnalytics pour déterminer l'identité du ou des corbeaux par l'analyse par stylométrie, une technique pour le moins exclusive qui permettrait d'attribuer un texte à un auteur à partir de son étude linguistique. Dans un premier temps, les experts feront des rapprochements entre les quatre lettres anonymes des 5 mars, 27 avril, 17 mai 1983 et 16 octobre 1984 pour éclaircir si lesdites lettres ont été rédigées par des personnes différentes afin d'écarter ou confirmer certains soupçons. Puis la stylométrie devra également analyser les principaux appels anonymes reçus afin de déterminer s'ils ont été passés par plusieurs personnes et s'ils peuvent être mis en corrélation avec les lettres.

### 2018: annulation des mises en examen de 2017
Le 20 janvier 2018, Le Parisien révèle, sur son site internet, qu'après les deux époux Jacob, Murielle Bolle va à son tour demander auprès de la cour d'appel de Dijon à rentrer à son domicile dans les Vosges (dont elle est tenue éloignée depuis sa mise en examen). Ses avocats présentent la demande de levée du contrôle judiciaire le 22 janvier, et informent que la réponse de la cour d'appel interviendra le surlendemain après avoir été examinée par la chambre d'instruction de Dijon. C'est effectivement le 24 que l'on apprend que la justice refuse d'autoriser Murielle Bolle à revenir dans les Vosges comme elle le demandait, le parquet général s'étant opposé à tout assouplissement de son contrôle judiciaire. Les avocats de Murielle Bolle minimisent la décision en déclarant qu'elle provient du fait que leur cliente n'a toujours pas été réentendue par la juge d'instruction de Dijon depuis l'été précédent. Selon eux, c'est ce qui avait auparavant empêché les deux époux Jacob de bénéficier d'un allègement de leur contrôle judiciaire. Le 7 mars 2018, la chambre de l'instruction de la cour d'appel de Dijon juge que la garde à vue en 1984 de l'adolescente Murielle Bolle n'était pas contraire à la constitution, répondant ainsi à la question prioritaire de constitutionnalité posée par ses avocats. Ceux-ci annoncent qu'ils vont se pourvoir en cassation, mais ils doivent attendre pour cela le 13 avril 2018, jour où les juges de Dijon se pencheront sur la requête en nullité pour sa mise en examen de juin 2017.
Les avocats de Murielle Bolle demandent pour la deuxième fois le 13 avril 2018 qu'elle soit autorisée à rentrer chez elle dans les Vosges et le 25 avril 2018 la chambre de l'instruction de la cour d'appel de Dijon lui permet de rentrer chez elle faisant droit partiellement à la demande de main levée de son contrôle judiciaire,. Le 16 mai 2018 Me Christophe Ballorin, son avocat dijonnais, annonce que sa mise en examen est annulée par un arrêt de la chambre de l’instruction de Dijon, : « Murielle Bolle est innocente. Sa mise en examen tombe, son contrôle judiciaire également. Murielle Bolle est libre et innocente »,.
Le même jour, les mises en examen des époux Jacob sont annulées dans le même arrêt. De fait les contrôles judiciaires qui pesaient sur eux ont été simultanément levés par les magistrats. Pour Me Frédéric Berna tant sur le fond que sur la forme cette réouverture d'information est faite de manière erratique, son confrère Me Alexandre Bouthier fustige la partialité des enquêteurs dans l'utilisation des procès-verbaux utilisé pour le logiciel ANACRIM et pour Me Stéphane Giuranna, les époux Jacob avaient un « alibi en béton » pour le jour des faits et celui-ci n'étant pas annulé demande à ne pas tenter de remettre en examen le couple Jacob,.
Enfin cet arrêt de 23 pages n'annulant pas le non-lieu de Christine Villemin, son avocate Me Marie-Christine Chastand-Morand demande, avec les deux autres avocats des parents de Grégory, Me Thierry Moser et Me François Saint-Pierre, « que la procédure reprenne maintenant son cours sur de bonnes bases ».
Les demandes de nullité passées, les conseils de Murielle Bolle ne se satisfont pas de la victoire décisive, mais partielle, qu'ils viennent d'obtenir et se sont pourvus en cassation car l'arrêt de la chambre de l'instruction de Dijon n'a pas annulé le procès-verbal de garde à vue de leur cliente en novembre 1984. Ce pourvoi en cassation pourrait déclencher un nouvel imbroglio juridique selon qu'il suspend ou non l'arrêt de la chambre de l'instruction de Dijon. L’assemblée plénière de la Cour de cassation dit que tous les procès-verbaux de garde à vue antérieurs à la loi du 14 avril 2011 sont susceptibles d'être contestés dans la mesure où la personne gardée à vue n'a pas bénéficié des garanties procédurales voulues par la Cour européenne des droits de l'homme, à savoir le droit de se taire et le droit de se faire assister d'un avocat,. Le procureur général de Dijon Jean-Jacques Bosc « après examen et analyse juridique détaillée de la motivation retenue par la chambre de l'instruction » préfère attendre,« le moment opportun pour présenter de nouvelles demandes de mises en examen », même si pour lui l'annulation des mises en examen et la levée des contrôles judiciaires des époux Jacob et de Murielle Bolle décidées par la chambre de l'instruction demeurent effectives.
Selon Me Jean-Paul Teissonnière, la mise en examen et le placement en détention provisoire de Murielle Bolle en juin dernier constituent un « coup de force judiciaire » et dénonce « trente-trois ans d'échecs, d'errements, de décisions catastrophiques »,. Pour L'Obs, cette décision marque, en tout cas, un nouveau fiasco dans une affaire qui en compte déjà beaucoup. Libération souligne que ce nouvel épisode, trente ans plus tard, retrouve les mêmes dérapages, les mêmes scénarios, alors que, de semaine en semaine, les charges s'amenuisent et que les preuves se mettent à manquer, au point que les trois personnes concernées sont d'abord remises en liberté, avant que les magistrats de la chambre de l'instruction de Dijon annulent leur mise en examen sans prendre en compte ce qu'endurent les uns et les autres. Le colonel (réserve citoyenne) de gendarmerie Dominique Rizet, consultant police-justice pour BFM TV, explique que Claire Barbier, la présidente de la chambre de l'instruction de Dijon, a non seulement mis en examen Murielle Bolle et le couple Jacob sans respecter la collégialité de la décision mais aussi présidé l'audience de la chambre chargée de contrôler la mise en examen qu'elle avait elle-même prononcée, « c'est-à-dire qu'elle s'est auto-contrôlée ! Tout un tas de choses dysfonctionnent encore dans ce dossier… ».
Le 9 septembre 2018, invités dans l'émission Affaire suivante, Marie-Ange Laroche (qui ne s'est pas exprimée en direct dans la presse depuis trente ans) et son avocat Me Gérard Welzer expliquent que, selon eux, la justice ne cherche pas un coupable mais que Bernard Laroche entre dans la case coupable, alors qu'il a été innocenté. Dès le début, les gendarmes ont livré à l'opinion publique ce coupable, demandant aux médias de filmer et de photographier son arrestation sur son lieu de travail, sortant de l'usine avec les menottes aux poignets et encadré par des gendarmes. L'avocat annonce qu'il va déposer une demande pour que ne soient plus diffusées les images qui feraient de lui le coupable. Ils rappellent aussi que Jean-Marie Villemin assassine son cousin germain le 29 mars 1985, soit quatre jours après que le juge a annoncé que les experts en écriture étaient formels : Bernard Laroche n'est pas l'auteur de la lettre de revendication du 16 octobre 1984. Par la suite, sept experts en écriture auprès de la Cour de cassation l'ont mis hors de cause avec certitude à ce sujet. Quant aux experts qui ont étudié les cassettes du corbeau, ils s'accordent tous à dire qu'il ne s'agit pas de sa voix, la majorité d'entre eux estimant avoir affaire à une voix de femme. Le lendemain, Le Parisien publie une interview exclusive de Marie-Ange Laroche où ces points sont abordés.
Le 8 novembre 2018, après vingt-cinq ans sans prise de parole dans les médias, Murielle Bolle publie un livre intitulé Briser le silence et dans lequel elle rend publique « sa vérité » sur l'affaire,. Avant la mise en vente de l'ouvrage, elle accorde à la chaîne d'information LCI et au quotidien Le Parisien deux longs entretiens dans lesquels elle revient sur sa vie marquée à jamais par l'affaire et sur son témoignage accusant Bernard Laroche, extorqué, selon elle, par les gendarmes. Le 16 novembre 2018, le Conseil constitutionnel, saisi par cette femme âgée à présent de quarante-neuf ans, estime que l'adolescente qu'elle était en 1984 avait été interrogée par les gendarmes dans des conditions non conformes à la Constitution. Cette décision du Conseil constitutionnel se borne à apprécier la conformité à la Constitution de la législation applicable en 1984 en matière de garde à vue des mineurs, sans se prononcer sur les conditions concrètes dans lesquelles a eu lieu la garde à vue de Murielle Bolle.

### 2020: annulation de la garde à vue de Murielle Bolle
La Cour de cassation, suivant la ligne du Conseil constitutionnel, a jugé que la garde à vue de Murielle Bolle a été effectuée en application des dispositions déclarées inconstitutionnelles. Chargée de tirer les conséquences de sa décision sur le plan judiciaire, la cour d'appel de Paris doit dès lors expurger du dossier toutes mentions relatives à la garde à vue de Murielle Bolle, et des actes subséquents car non conforme à la Constitution. Concernant l'annulation des 25 charges contre Christine Villemin par le juge Simon accusé de « partialité » en raison du contenu de ses carnets intimes, la Cour de cassation a estimé que ce que le juge avait en tête « relève de sa liberté de pensée »  et que cela « ne saurait faire naître un doute objectivement justifié sur son impartialité »,.
Le 16 janvier 2020, la chambre d'instruction de la cour d'appel de Paris rend son verdict : elle annule la garde à vue de 1984 de Murielle Bolle. En revanche, elle décide de garder dans le dossier les déclarations de l'adolescente de 15 ans aux gendarmes avant le début officiel de la garde à vue ainsi que son interrogatoire devant le juge Jean-Michel Lambert quelques jours plus tard, c'est-à-dire les accusations portées contre son beau-frère Bernard Laroche concernant l'enlèvement du petit Grégory Villemin le 16 octobre 1984. Selon Me Thierry Moser, avocat de Christine et Jean-Marie Villemin, cette décision ne modifie donc pas substantiellement les éléments du dossier relatifs à la « piste Laroche ».

### Nouvelle fuite dans la presse fin 2020
Le 16 décembre 2020, Le Parisien annonce que des expertises stylométriques pourraient permettre d’identifier un ou plusieurs corbeaux qui avaient menacé les grands-parents et parents Villemin, sans toutefois préciser si cela concerne aussi la lettre de revendication. Le nouveau magistrat chargé du dossier, le président de la chambre d’instruction de la cour d’appel de Dijon Dominique Brault, aurait aussi mené au début du mois de décembre des auditions de témoins et d'autres seraient programmées, notamment d’enquêteurs ou de journalistes ayant travaillé sur l’affaire.
Toutefois, quelques jours seulement après les révélations de cet article de presse, l'une des avocats historiques des époux Villemin, Maître Marie-Christine Chastant-Morand, précise que ce rapport basé sur la stylométrie n'a toujours pas été joint au dossier du juge d'instruction. Ce détail fait penser à une nouvelle fuite dans le déroulement de cette affaire qui pourrait provenir directement du laboratoire privé suisse qui a réalisé l'analyse.
Pour leur part, le conseil de la veuve de Bernard Laroche Marie-Ange, Gérard Welzer et celui de Marcel Jacob, Stéphane Giuranna, affirment leur circonspection vis-à-vis de ces derniers résultats.
Dans une tribune au Monde, deux chartistes, Florian Cafiero et Jean-Baptiste Camps, rappellent que la technique de la stylométrie n'est ni rare, ni étrangère, ni nouvelle mais qu'elle n'est pas infaillible, et que les courts textes étudiés, ceux connus par les médias, se prêtent mal à l'analyse statistique en présence de nombreux suspects et que les résultats devront être scrutés avec attention.

### 2021: les conclusions de la stylométrie
Thierry Pocquet du Haut-Jussé, le procureur général, confirme que les magistrats chargés de l'enquête ont reçu, en mars 2021, le rapport d'expertise stylométrique, demandé en 2017, à partir de seulement onze textes différents attribués à quatre protagonistes du dossier choisis subjectivement, à savoir Bernard Laroche (l'oncle de Grégory), Christine Jacquot (sa nourrice) et Marcel et Jacqueline Jacob (son grand-oncle et sa grand-tante). Le rapport de 178 pages parle de « mesures de parallélisme », de « variant de nuages », « d'espacement des lettres » et même de « portage par branche subsidiaire ».[pas clair] Il indique qu'il y a une « forte probabilité » que les 24 lettres du corbeau proviennent « selon les critères stylométriques », de cinq auteurs différents dont « un style hautement similaire » à celui utilisé par Jacqueline Jacob. Les précédents rapports en graphologie ont proposé des conclusions totalement différentes, attribuant la lettre revendicative à un autre protagoniste non sélectionné ici pour la stylométrie.

### 2024: nouvelles comparaison ADN et analyse des enregistrements du corbeau
Le 20 mars 2024, la chambre de l'instruction de la cour d'appel de Dijon demande de nouvelles comparaisons ADN ainsi qu'une étude de faisabilité d'expertises vocales, des enregistrements du corbeau. Pour la cour, l'objectif est de rapprocher des ADN retrouvés autour de la scène de crime avec ceux des protagonistes du dossier. Les magistrats veulent une étude de faisabilité en biométrie vocale qui puisse utiliser les progrès de la science dans les méthodes pour définir une "identité vocale". Ils ont ainsi accédé à la demande des avocats des parents du petit Grégory.
L'année suivante, à l'antenne de France Info, le procureur général à la cour d'appel de Dijon, Philippe Astruc, annonce que « les éléments techniques et scientifiques et les procès-verbaux réalisés (…) n’ont pas apporté d’éléments significatifs dans la manifestation de la vérité ». L'enquête continue néanmoins.

### 2025: vers une nouvelle mise en examen de Jacqueline Jacob
Le 18 juin 2025, le procureur général de Dijon Philippe Astruc annonce dans un communiqué que la Chambre de l’instruction de Dijon a ordonné un supplément d’information « aux fins d’interrogatoire de première comparution » de Jacqueline Thuriot épouse Jacob, grand-tante octogénaire de Grégory, en vue de son éventuelle mise en examen sous la qualification « d’association de malfaiteurs criminelle » tout en précisant que la convocation de l'intéressée ne devrait pas avoir lieu avant quelques mois et qu'en attendant, les investigations se poursuivent avec plusieurs commissions rogatoires confiées par le président de la chambre de l’instruction à la section de recherche de Dijon’.
Un rapport d'expertise en stylométrie réalisé par le laboratoire suisse OrphAnalytics désignerait Jacqueline Jacob comme étant l'autrice de plusieurs courriers de menaces adressés aux parents de Grégory en 1983 ainsi que la lettre de revendication du crime postée le 16 octobre 1984. De plus, René Jacob, grand-frère de Marcel Jacob, a affirmé aux enquêteurs qu'il aurait reconnu le rire de Jacqueline Jacob dans un des enregistrements du corbeau’.
Le 19 juin 2025, le parquet général de Dijon annonce se désolidariser totalement de la décision rendue la veille par la chambre de l’instruction de Dijon : le procureur général Philippe Astruc considérait qu'il n'y avait pas assez d'éléments ni d'indices graves et concordants pour remettre Jacqueline Jacob en examen, contrairement au juge Dominique Brault, chargé de l'enquête. 
À la suite de ces révélations, Jacqueline Jacob continue de clamer son innocence par le biais de ses avocats qui contestent la qualification « d’association de malfaiteurs criminelle » car ce délit n'existait pas dans le Code Pénal au moment des faits’. 

### Affaires postérieures connexes
Plusieurs plaintes ont été déposées durant l'instruction. En décembre 2018, Patrick Faivre, un cousin de Murielle Bolle (le même qui a témoigné précédemment), attaque celle-ci, Pauline Guéna (co-auteur de son livre) et la maison Éditions Michel Lafon (éditrice de son livre) pour diffamation : dans Briser le silence, elle déclare en effet qu'il a inventé des violences infligées par sa famille la veille de sa rétractation. En juin 2019, à la suite de cette plainte, Murielle Bolle est mise en examen pour « diffamation aggravée ».

## Les pistes

### La piste Roger Jacquel
Roger Jacquel est tout de suite désigné par le père de Grégory qui le soupçonnait d'être le corbeau qui avait proféré des menaces en 1983. En apprenant l'enlèvement de son fils, Jean-Marie Villemin passe chez lui vers 18 h pour y prendre un fusil, et se dirige chez Roger Jacquel[pas clair]. Le colonel Argoud, nommé comme premier expert en écriture le lendemain du crime, désigne Roger Jacquel comme étant l'auteur de la lettre du 16 octobre 1984. Néanmoins son alibi est vérifié et il est mis rapidement hors de cause.

### La piste Bernard Laroche
En raison de l'extinction de l'action publique acquise à l'égard de Bernard Laroche à compter de sa mort, selon l'article 6 du code pénal, il ne peut plus être poursuivi, jugé et condamné, et bénéficie à cet effet d'une ordonnance de non-lieu qui a été rendue par le premier magistrat instructeur le 18 avril 1985, à la suite de sa mort le 29 mars 1985. Pourtant :
1. L'arrêt rendu par la chambre d'accusation de la cour d'appel de Dijon, au terme de l'instruction menée par les juges Simon puis Martin, a mis en évidence des charges sérieuses contre lui concernant l'enlèvement de l'enfant. Le même arrêt spécifie qu'il apparaît impossible d'affirmer que Bernard Laroche a assassiné Grégory.
2. Lors du procès de Jean-Marie Villemin devant la cour d'assises de la Côte-d'Or en décembre 1993 pour l'assassinat de Bernard Laroche, la responsabilité de celui-ci est restée au centre des débats[évasif].
3. À la suite de la réouverture du dossier le 3 décembre 2008 et des investigations demandées par le magistrat instructeur, Mme Barbier, aux enquêteurs de la Section de recherche de Bourgogne, il a été conclu par ces gendarmes que Bernard Laroche était le ravisseur « certain » de Grégory. Sa belle-sœur Murielle, supposée l'avoir accompagné lors de l'enlèvement, a été gardée à vue puis mise en examen (annulée le 16 mai 2018) pour enlèvement suivi de mort.

La thèse de la participation de Bernard Laroche à l'enlèvement repose sur plusieurs éléments de l'enquête et non exclusivement sur les révélations de Murielle Bolle, depuis rétractées. La portée de ces différents éléments reste vivement discutée par les parties en cause.

### La piste Christine Villemin
Le 3 février 1993, Christine Villemin a bénéficié d'un non-lieu de la cour d'appel de Dijon, qui « dit et juge qu'en l'état il n'y a pas de charges contre elle d'avoir assassiné son fils ». Cette formulation a retenu l'attention de tous les lecteurs de la décision en raison de son caractère inédit. En effet une décision de non-lieu intervient habituellement en l'absence de « charges suffisantes ». Dans le cas de Christine Villemin, selon les mots de son avocat Thierry Moser, la décision de non-lieu prononcée en février 1993, en concluant à l'absence de toute charge, constitue une « véritable réhabilitation » de sa cliente, présentée à tort à l'opinion publique comme une mère infanticide par une partie de la presse, de 1985 à 1993.
La décision prononcée en février 1993 par la cour d'appel de Dijon détruit, une à une, les vingt-cinq charges qui avaient été prétendument réunies à son encontre en 1986 par Jean-Michel Lambert, après les rumeurs répandues par le journaliste Jean-Michel Bezzina et avaient abouti à son renvoi devant la cour d'assises des Vosges. Christine Villemin n'a finalement jamais comparu devant cette cour, la décision de renvoi de la cour d'appel de Nancy ayant été cassée et annulée par la Cour de cassation en 1987. La Cour de cassation a, par la même occasion, dépaysé l'affaire au profit de la cour d'appel de Dijon.
La décision de 1993 et l'instruction qui l'a précédée entre 1987 et 1992 mettent en évidence que chacune des vingt-cinq charges énumérées sept ans plus tôt par les magistrats de Nancy procédaient d'investigations incomplètes ou d'extrapolations très fragiles. Elle tire la conclusion que la participation de Christine Villemin à l'assassinat de son fils est « en l'état invraisemblable, voire impossible ».
Depuis 1993, aucune des différentes avancées de l'enquête n'a remis en question l'innocence de Christine Villemin, désormais assimilable à un fait acquis.

### La piste Jacqueline et Marcel Jacob
Ces deux personnes figuraient dans l'arrêt du 3 février 1993 comme des suspects potentiels. Le caractère tardif des recherches et l'impossibilité de vérifier ni d'infirmer leur alibi leur avaient permis de bénéficier du non-lieu.
En juin 2017, lors de la mise en examen de Jacqueline et Marcel Jacob, la thèse privilégiée des enquêteurs de la gendarmerie et du parquet général de la cour d'appel de Dijon demeure bâtie sur la participation de Bernard Laroche au rapt. Selon cette thèse, cette participation aurait été suivie du relais par une seconde équipe familiale, à laquelle Bernard Laroche aurait remis l'enfant et qui, elle, l'aurait jeté dans la Vologne, après une possible séquestration. Les circonstances exactes du crime, comme les intentions initiales de ses auteurs ou commanditaires, demeurent obscures. La participation au crime des époux Jacob semble reposer, à ce stade, sur des soupçons et non sur des éléments de preuve tangibles. À ce titre, le témoignage en 2017 de Patrick F., cousin de Murielle Bolle, soutient certes la possible participation de Bernard Laroche à l'enlèvement de l'enfant mais nullement celle des époux Jacob. Une nouvelle expertise stylométrique diligentée par des experts suisses désigne Jacqueline Jacob avec une forte probabilité comme étant l'autrice de la lettre de revendication du meurtre de Grégory Villemin. L'avocat des époux Villemin accueille avec beaucoup de prudence et de circonspection les conclusions du rapport suisse.

### La piste Ginette et Michel Villemin
Les gendarmes supputent sans la moindre preuve que Michel Villemin, l'un des fils d'Albert et de Monique Villemin, illettré, aurait joué un rôle dans l'affaire. Monique Villemin défend son fils en toutes circonstances au point qu'« Albert, sous la coupe de son épouse, souhaite même se séparer d'elle à cause de son parti pris pour son fils Michel (…) Michel a potentiellement ralenti les recherches [visant à localiser son épouse Ginette, une fois la disparition de Grégory constatée] et Ginette a peut-être un rôle au sein de l'organisation liée au meurtre de Grégory ».

### La piste du complot familial
Dès le 19 octobre 1984, une foraine est entendue trois fois sur un événement qui se passe sur un parking d’un supermarché de Bruyères où elle tient une baraque à frites. Elle a entendu une conversation entre trois jeunes gens, deux hommes (le premier de grande taille et le second moustachu) et une femme, le 13 octobre 1984, soit trois jours avant la mort du petit Grégory. Le plus grand dit-elle, a dit : « Oui, il faut qu’on fasse quelque chose, il commence à nous emmerder. Il commence à nous faire chier sérieusement. » puis « le TITI si je le prends » et plus doucement « Si je le prends, je le fous à la Vologne. Tu peux être sûr que je le fais. ».

## Le traitement de l'affaire

### Judiciaire
L'affaire peut être considérée comme un exemple de la guerre des polices. L'enquête est menée jusqu'en février 1985 par le capitaine Étienne Sesmat, qui commande la compagnie de gendarmerie départementale d'Épinal et « croit en la culpabilité de Bernard Laroche ». Le juge d'instruction Jean-Michel Lambert, qui prétendra ensuite que les gendarmes l'avaient trahi,, confie l'enquête le 20 février 1985 au service régional de police judiciaire (SRPJ) de Nancy, dirigé par le commissaire Jacques Corazzi, qui met en cause Christine Villemin. Dans la gendarmerie, se déroule une rivalité entre services. Par exemple le major Gillet, responsable de la brigade de recherches de la gendarmerie d'Épinal, se montre perplexe sur les investigations de ses collègues de la gendarmerie départementale et confirme son scepticisme au sujet de l'audition de Murielle Bolle lors d'un interrogatoire mené par le juge Maurice Simon le 8 décembre 1988 : « Bernard Laroche a été inculpé et l'a été, à mon avis, sur le fondement insensé des déclarations de Murielle Bolle, reçues, vous le savez, par les gendarmes de la brigade de Bruyères et non par nous, brigade de recherches spécialisée. Je pense que cette base d'inculpation de Bernard Laroche n'est pas d'une solidité à toute épreuve, compte tenu de l'âge de Murielle Bolle et de ses facultés intellectuelles à mon avis relativement limitées. ». En 2018, les conseils de Murielle Bolle contestent la « réintroduction dans le dossier d'actes annulés » par le juge Simon, deuxième magistrat instructeur.

### Médiatico-judiciaire
Le procureur Lecomte rédige un rapport sur le comportement de la presse qu'il transmet au procureur général de Nancy puis au ministère de la Justice. Le magistrat y dresse la liste des difficultés occasionnées aux enquêteurs par les reporters, qui ont, selon lui, exercé une pression constante sur les gendarmes et entravé leur travail sur le terrain.
L'ancienne journaliste d'Europe 1 Laurence Lacour dans Le Bûcher des innocents (1993, 2006), suivie par Jean-Marie et Christine Villemin dans Le Seize octobre (1994), a dénoncé, preuves à l'appui, l'incroyable dérive médiatique dont avaient pris l'initiative le fait-diversier Jean-Michel Bezzina (1942-2001) et son épouse Marie-France Lefèvre, lesquels ont, pendant longtemps, cherché et partiellement réussi à imposer la thèse, propre à tenir constamment éveillé l'intérêt de leur public, de la mère infanticide. Ils avaient en effet à leur disposition RTL, la radio la plus écoutée dans l'est de la France, et sept autres médias nationaux, auxquels ils collaboraient simultanément, en partie sous des noms d'emprunt, multipliant au sujet de l'affaire des « articles mal écrits, sournois, répétitifs car fabriqués à la chaîne, marqués par le souci de nuire ». Quelques années plus tard, Marie-France Lefèvre n'hésitera pas à poursuivre en justice les époux Villemin, auxquels elle reprochait d'avoir présenté son mari et elle-même comme des « journalistes ayant oublié leur mission d'information dans un but personnel et également dans un but lucratif », mais elle sera déboutée de sa plainte en diffamation. Lorsque l'enquête échoit au SRPJ de Nancy, les accusations contre la mère sont relayées principalement par le réseau de Bezzina, ami du commissaire Corazzi, ce que ce dernier a essayé de démentir sans réussir à convaincre : « L'histoire du journaliste qui entraîne tout le monde derrière lui, c'est faux ».
Laurence Lacour reconnaît, de son côté, qu'« une histoire d'amour est née » entre elle et le président de la chambre d'accusation de Dijon qui avait repris l'affaire à partir de mai 1987, et dit « avoir passé quatre années aux côtés de Maurice Simon. Des moments de grande humanité ».
Avec le recul du temps, Denis Robert, à l'époque envoyé de Libération, considère l'affaire comme « ce qu'il y a de pire dans tous les dysfonctionnements de l'appareil médiatico-judiciaire ». Le même ne manque pas de signaler par ailleurs la « formidable activité économique » à laquelle elle a donné lieu durant une bonne dizaine d'années.

### Médiatique
Philippe Jéchoux et Patrick Gless, pigiste et photographe de La Liberté de l'Est, ont assisté au repêchage du corps de Grégory par les pompiers. La photo prise par le second d'un pompier encordé tenant dans ses bras l'enfant vêtu d'un anorak bleu, d'un pantalon velours vert foncé et d'un bonnet de laine rayé de bleu et blanc rabattu sur le visage, est publiée dans la presse le lendemain. Elle marque l'opinion publique et attire de nombreux journalistes qui, désireux de se révéler plus rapides et perspicaces que leurs concurrents, vont accuser successivement les différents protagonistes. Le clivage se retrouve aussi dans la concurrence traditionnelle entre médias, tels RTL et Europe 1, ou encore L'Est républicain de Nancy, dont l'un des journalistes, Lionel Raux, était très hostile à Christine Villemin, et Le Républicain lorrain, son rival de Metz, beaucoup plus objectif, voire dans une même publication (Jean-Michel Caradec'h et Jean Ker, qui écrivent l'un et l'autre dans Paris Match, sont d'un avis contraire quant à la culpabilité supposée de Christine Villemin).
Marguerite Duras, dans un article publié le 17 juillet 1985 par Libération et intitulé « Sublime, forcément sublime Christine V. », présente Christine Villemin comme une mère infanticide tout en la justifiant d'avoir pu commettre un tel geste. Le ton de ce texte littéraire, que certains iront jusqu'à qualifier de "délirant", suscitera de vives critiques contre son auteur.
Le 27 avril 1994, Jean-Marie et Christine Villemin sont les invités exceptionnels de Jean-Marie Cavada dans l'émission La Marche du siècle en première partie de soirée sur France 3.
Le tournage en 2005, puis la diffusion entre le 28 et le 30 octobre 2006 sur France 3, du téléfilm L'Affaire Villemin, sur un scénario de Pascal Bonitzer et Raoul Peck et réalisé par celui-ci, relance la polémique médiatique. Il se fonde notamment sur deux livres consacrés à l'affaire : Le Seize octobre de Jean-Marie et Christine Villemin (écrit avec la collaboration de Laurent Beccaria), et Le Bûcher des innocents de Laurence Lacour, qui observe que l'affaire a suscité chez les journalistes une certaine prise de conscience des écueils possibles dans le traitement des faits divers. La mini-série comporte six épisodes de 52 minutes et met en scène les journalistes et enquêteurs divisés en deux camps, l'un s'efforçant de faire porter les soupçons sur Bernard Laroche et l'autre sur Christine Villemin.
En 2014, près de 3 000 articles de presse, une cinquantaine de travaux universitaires, un téléfilm et une quinzaine d'ouvrages (récits, romans ou souvenirs de protagonistes) avaient traité de l'affaire. Les époux Villemin ont été constamment harcelés par les journalistes et les photographes à l'époque des faits, et Grégory présenté dans la presse comme l'enfant sacrifié à la terrible jalousie familiale. Les journaux à sensation, précédés par les policiers du SRPJ de Nancy placés sous le commandement de Jacques Corazzi, iront même jusqu'à prêter à Christine Villemin une liaison extra-conjugale avec Bernard Laroche, dont Grégory aurait été le fils adultérin….
Avec la relance de l'affaire a en 2017, une certaine presse retombe dans ses anciens travers. C'est le cas par exemple pour le magazine Le Nouveau Détective, qui est condamné pour atteinte à la présomption d'innocence de Marcel Jacob.
Sur les réseaux sociaux, des enquêteurs amateurs se passionnent pour cette affaire criminelle non résolue. Certains vont jusqu'à contacter les familles des victimes et ont recours à tous les moyens pour se procurer des éléments de l'enquête. L'un d'eux, qui accusait sans répit sur divers forums de discussion Christine Villemin d'avoir tué son fils et vilipendait les magistrats ayant rendu le non-lieu dont elle a bénéficié en 1993, a même été condamné en février 2018 par le tribunal correctionnel de Saint-Étienne pour avoir publié en accès public sur Facebook des commentaires orduriers à l'égard du procureur général de Dijon Jean-Jacques Bosc. En effet, à en croire cet internaute, un ancien dessinateur industriel âgé de soixante-deux ans, « la justice ment à l'opinion publique et aux Français ».
À Lépanges-sur-Vologne, la tension provoquée par l'affaire demeure importante. Le 24 juillet 2018, le propriétaire de l'ancienne maison des Villemin abat un drone qui survole sa propriété pour le compte de l'entreprise Netflix, qui préparait un documentaire sur l'assassinat de Grégory. L'incident déclenche une enquête de la brigade des transports aériens de Strasbourg,.

## Dans la culture populaire

### Chansons
En 1987, le groupe français Ange pose la question « Mais qui a tué Gregory ? » dans la chanson J'suis pas d'ici de son album Tout feu, tout flamme .
En 1988, le chanteur Renaud fait allusion à l'affaire lorsqu'il évoque la Vologne dans la chanson Triviale poursuite qui figure dans l'album Putain de camion.
En 1990, Isabelle Aubret chante La Vologne, une chanson dédiée à l'affaire, dans son album Vivre en flèche. Les paroles ont été écrites par Sylvain Lebel et la musique, composée par Dominique Pankratoff.
Le 27 septembre 1992, Jacques Martin entonne Non-lieu sur le plateau de l’émission Ainsi font font font (dans le cadre de Dimanche Martin) sur France 2, une chanson déplorant l'inefficacité de la justice face à l'affaire et parodiant par la même occasion Mon Vieux, une chanson de Daniel Guichard écrite par Michelle Senlis et composée par Jean Ferrat,.
Dans son album Le Désordre des choses, paru en 2018, Alain Chamfort évoque « le visage de Grégory » dans la chanson Tout est pop, qui mentionne des figures d'actualité. Le chanteur fait ainsi référence à la relance de l'affaire en juin 2017 et à la réapparition du visage de Grégory dans les médias.
Dans son album Destroy, paru en 2019, le rappeur Seth Gueko fait allusion à l'affaire lorsqu'il dit que « la vérité remonte toujours à la surface comme le p'tit Gregory ».

### Fictions
Le Petit Grégory est le nom d'un cocktail macabre adapté du gin-tonic dans C'est arrivé près de chez vous, un film belge de Rémy Belvaux, sorti en 1992 avec notamment Benoît Poelvoorde, Rémy Belvaux et André Bonzel.
La mini-série L'Affaire Villemin réalisée par Raoul Peck relate l'affaire du petit Grégory. Elle est notamment interprétée par Armelle Deutsch, Francis Renaud, Stéphane Debac, Constance Dollé, François Marthouret, Fred Saurel, Vanessa Guedj, Julie-Marie Parmentier et François-Régis Marchasson. La fiction est diffusée en octobre 2006 sur France 3 et rediffusée sur Arte en février-mars 2008.
La chaîne TF1 a également réalisé une mini-série, diffusée en septembre et octobre 2021, Une affaire française, qui est également une adaptation en fiction de l'affaire Grégory. Cette production, confiée au réalisateur Christophe Lamotte, réunit des acteurs tels que Blandine Bellavoir, Guillaume Gouix, Guillaume de Tonquédec, Dominique Blanc, Michaël Youn, Laurent Stocker, Michel Vuillermoz, Thierry Godard, Gérard Jugnot, Gilbert Melki et Rufus. Elle est diffusée en septembre et octobre 2021. Ces séries sont toutes les deux composées de six épisodes dont le deuxième porte le même titre : La Meute.

### Documentaire
La série-documentaire, dont le tournage a donné lieu au tir contre un drone au-dessus de l'ancien domicile de la famille Villemin, Grégory, est disponible sur Netflix depuis le 20 novembre 2019. Outre une exploration méticuleuse des faits, elle met en exergue des extraits du film Le Corbeau (1943) de Henri-Georges Clouzot, afin d'expliquer la provenance du terme de « corbeau », et son abondante reprise durant les remous de l'affaire pour qualifier le mystérieux harceleur de la famille Villemin. Des procédés de mise en scène du film sont réutilisés dans la série même afin de valoriser le récit des témoins et créer un effet de suspense.